# Angriff auf Pearl Harbor
1941

Thailand – Malaiische Halbinsel – Pearl Harbor – Hongkong – Philippinen – Guam – Wake – Force Z – Borneo
1942

Burma – Rabaul – Singapur – Sumatra – Timor – Australien – Java – Salamaua–Lae – Bougainville/Buka – Shortland-Inseln – Indischer Ozean – Port Moresby – Tulagi – Korallenmeer – Midway – Nordamerika – Buna-Gona – Kokoda-Track – Nauru/Ocean Island

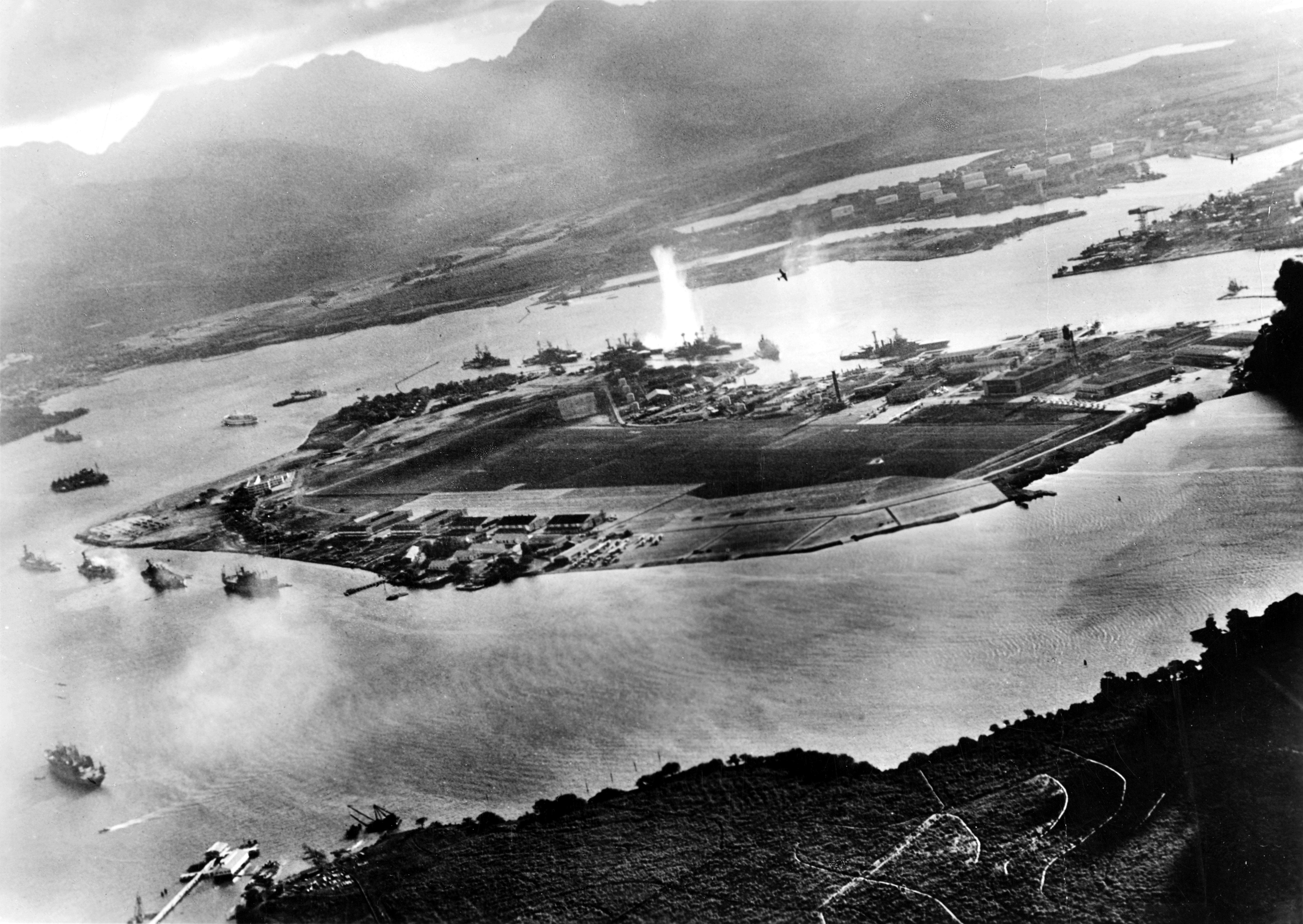
Angriff auf die im Hafen liegenden Schiffe. In der Mitte eine Explosion nach einem Torpedotreffer auf die Oklahoma. Zwei attackierende japanische Flugzeuge sind zu erkennen: eins über der Neosho und eins über der Marinewerft (Aufnahme aus einem angreifenden japanischen Flugzeug)

Der Angriff auf Pearl Harbor, auch als Überfall auf Pearl Harbor oder Operation AI bekannt, war ein Überraschungsangriff der Kaiserlich Japanischen Marineluftstreitkräfte in Friedenszeiten auf die in Pearl Harbor im Hawaii-Territorium vor Anker liegende Pazifikflotte der USA am 7. Dezember 1941. Am darauf folgenden Tag erklärten die USA dem Kaiserreich Japan den Krieg.
Mit dem Angriff weitete das Kaiserreich Japan den seit 1937 geführten Pazifikkrieg aus. Durch die Operation sollte die Pazifik-Flotte der USA vorübergehend ausgeschaltet werden, um Japan ungehinderten Zugriff auf Rohstoffe in Südost-Asien zu ermöglichen. Nach der Kriegserklärung der USA am 8. Dezember erklärten daraufhin das mit Japan verbündete nationalsozialistische Deutsche Reich sowie Italien am 11. Dezember 1941 den USA den Krieg (Kriegserklärung Deutschlands und Italiens an die Vereinigten Staaten). Damit wurde der Angriff auf Pearl Harbor mit seinen Folgen zu einem entscheidenden Wendepunkt im Zweiten Weltkrieg, denn die Kriegserklärung der USA an Japan und die Kriegserklärung der Achsenmächte gegen die USA bedeuteten den Eintritt der Vereinigten Staaten in den Zweiten Weltkrieg. Zwar hatten die USA auch vor dem 11. Dezember beträchtliche materielle Unterstützung (Lend-Lease) an Großbritannien und die Sowjetunion geleistet und sich auch militärisch am Schutz der Geleitzüge nach Europa beteiligt, wobei US-amerikanische Kriegsschiffe wiederholt aktiv an Angriffen auf deutsche U-Boote beteiligt waren, aber sie waren formal noch neutral geblieben.
Ein Großteil der US-amerikanischen Pazifikflotte wurde durch den Angriff ausgeschaltet. Das lag besonders daran, dass die Befehlshaber in Pearl Harbor Überraschungsangriffen unzureichend vorgebeugt hatten.
Zum Zeitpunkt des Angriffs waren die Flugzeugträger der Pazifikflotte nicht in Pearl Harbor und wurden daher nicht getroffen. Die Japaner griffen nicht die Treibstoffdepots, Werften und Docks an, sodass der intakte Teil der Pazifikflotte uneingeschränkt eingesetzt werden konnte. Nur wenige Stunden vor dem Angriff hatte die japanische Offensive gegen die britischen und niederländischen Kolonien in Südostasien begonnen (Japanische Invasion der Malaiischen Halbinsel). Der Angriff auf Pearl Harbor wird als die Schlacht angesehen, in deren Folge das Schlachtschiff als dominierendes Element des Seekrieges durch Flugzeugträger und vor allem Flugzeuge abgelöst wurde.
Obwohl der Angriff die USA militärisch schwächte, waren die langfristigen Folgen für Japan fatal. Durch den in den USA als „heimtückisch“ aufgefassten Angriff gelang es der amerikanischen Regierung, die bis dahin größtenteils pazifistisch oder isolationistisch eingestellte US-Bevölkerung für den Kriegseintritt zu mobilisieren, was auf Grund des enormen amerikanischen Industriepotenzials die Entscheidung zu Gunsten der Alliierten herbeiführte. Der Name Pearl Harbor gilt bis heute in den USA als Synonym für einen ohne jede Vorwarnung erfolgten, vernichtenden Angriff.

## Die amerikanisch-japanischen Beziehungen vor dem Angriff auf Pearl Harbor
Seit 1937 führte Japan in China den Zweiten Japanisch-Chinesischen Krieg. Die Vereinigten Staaten waren anfangs neutral, jedoch änderte sich ihre Haltung in den folgenden Jahren wegen des Panay-Vorfalls sowie sich häufender Berichte über japanische Gräueltaten, wie zum Beispiel das Massaker von Nanking, zugunsten Chinas. So stellten sich die USA zunehmend auf die Seite Chinas. Es ging den USA darum, den eigenen Einfluss und ihre ökonomischen Interessen in Asien zu schützen. Sie lieferten große Mengen Kriegsmaterials an China. Ferner warnten die USA Anfang 1940 Japan davor, in Französisch-Indochina einzumarschieren, und verlegten demonstrativ ihre Pazifikflotte aus ihrer Heimatbasis San Diego an der Westküste nach Pearl Harbor auf den Hawaii-Inseln. Als Japan im Juli 1940 trotz amerikanischer Warnung Truppen in Indochina stationierte, schränkte die amerikanische Regierung unter Präsident Franklin D. Roosevelt im September 1940 den amerikanischen Export von Erdöl und Stahl nach Japan ein (damals bezog Japan 80 % seines Erdöls aus den USA). Als dies nicht die gewünschte Wirkung hatte und Japan am 24. Juli 1941 nach einigem Druck auf das Vichy-Regime Französisch-Indochina mit 40.000 Soldaten besetzte, hatte sich die Situation verschärft. Jetzt konnte Japan den Nachschub für China abschneiden und hatte den Weg zu den Erdölquellen in Niederländisch-Indien frei. Daraufhin verhängten die USA am 26. Juli 1941 ein vollständiges Öl-Embargo gegen Japan und froren alle japanischen Guthaben ein. Da sich Großbritannien und Niederländisch-Indien diesem Schritt anschlossen, verlor Japan 75 % seines Außenhandels und 90 % seiner Öl-Importe.
Ohne die Öl-Importe reichten Japans Reserven für Industrie und Militär nur für wenige Monate, daher musste die japanische Führung unter Premierminister Hideki Tōjō innerhalb dieser Zeit die Ölzufuhr wiederherstellen, wenn sie den Zusammenbruch des Reiches verhindern wollte. Dazu sah sie nur zwei Möglichkeiten:
- Entweder erreichte Japan eine Aufhebung des Embargos durch Verhandlungen mit Washington als Gegenleistung für japanische Konzessionen,
- oder Japan stellte seine Versorgung mit Öl und anderen knappen Ressourcen durch Inbesitznahme der rohstoffreichen südostasiatischen Kolonien Großbritanniens und der Niederlande gewaltsam sicher.[5]

Die Mehrheit der japanischen Führung hielt eine Einigung mit den USA, zu akzeptablen Bedingungen für Japan, für unwahrscheinlich. Außerdem würde Japan auch bei einer Einigung weiterhin von ausländischen Rohstoffen abhängig sein. Die Konsequenzen dieser Abhängigkeit waren akut. Japan nahm dennoch Verhandlungen mit der amerikanischen Regierung auf, die schließlich am 26. November 1941 zur Hull-Note führten. Diese wurde von Premierminister Tōjō und dem japanischen Kabinett als Ultimatum aufgefasst.
Währenddessen bereitete das Militär den Angriff auf die britischen und niederländischen Kolonien im Süden vor. Aus Sicht Japans war die Gelegenheit günstig, da die Niederlande über keine nennenswerten Streitkräfte verfügten und Großbritanniens Kräfte wegen des Krieges in Europa gebunden waren. Zudem war Japan durch den Automedon-Vorfall in den Besitz der streng geheimen strategischen Direktiven des britischen Generalstabs für Fernost gekommen. Diese enthielten nicht nur eine detaillierte Analyse der vorhandenen britischen Streitkräfte in Asien und der geplanten Strategien im Kriegsfall, sondern auch die besonders wertvollen Informationen, inwiefern Großbritannien gewillt war, Kräfte von anderen Fronten nach Asien zu verlegen. Dadurch war das japanische Oberkommando besser über die britische Verwundbarkeit informiert als die meisten britischen Befehlshaber.
Allerdings lagen zwischen Japan und den zu erobernden Rohstoffen immer noch die Philippinen, die zu diesem Zeitpunkt eine halbautonome Kolonie der USA waren. Von dort aus wären die USA in der Lage gewesen, im Falle eines Krieges mit Japan die Transportwege zwischen den Rohstoffen in Südostasien und der japanischen Industrie zu unterbrechen. Ein Kriegseintritt der USA als Folge des japanischen Angriffs in Südostasien war durch den in der amerikanischen Bevölkerung vorherrschenden Isolationismus und Pazifismus zwar äußerst unwahrscheinlich, jedoch hielten viele japanische Militärs aufgrund der amerikanischen Politik der vorangegangenen Jahre einen Konflikt letztendlich für unvermeidlich und forderten daher die Besetzung der Philippinen als Teil der Offensive. Sie verwiesen darauf, dass sowohl die Philippinen als auch andere im Westpazifik gelegene amerikanische Besitzungen wie Guam und Wake nur schwach verteidigt waren (so verfügte die Asienflotte der US Navy lediglich über drei Kreuzer und 13 veraltete Zerstörer), sich dieses jedoch schnell ändern könne. Ferner hatten die USA nach dem Ausbruch des Krieges in Europa mit einem massiven Ausbau ihrer Flotte begonnen, zu dem auch zehn Schlachtschiffe der South-Dakota- und Iowa-Klassen sowie neun große Flugzeugträger der Essex-Klasse gehörten. Allein diese im Bau befindlichen Einheiten bildeten eine Flotte, die stärker war als die gesamte in 30 Jahren aufgebaute japanische Flotte. Ferner konnte Japan 1941 darauf hoffen, dass der Krieg in Europa einen Teil der amerikanischen Ressourcen binden würde. Zu einem späteren Zeitpunkt würde es allein kämpfen müssen.
Demgegenüber stand eine kleinere Gruppe von Offizieren und Politikern, die vor einem Krieg mit den USA warnten. Sie verwiesen auf das enorme industrielle Leistungsvermögen der USA, die nicht nur diese riesige Flotte bauten, sondern gleichzeitig riesige Mengen an Rüstungsgütern für Großbritannien und die Sowjetunion produzierten (vgl. Leih- und Pachtgesetz), ohne dass dies zu Einschränkungen in der Produktion von zivilen Konsumgütern führte. So waren in den Vereinigten Staaten 1940 etwa 4,5 Mio. Lastwagen gebaut worden, in Japan lediglich 48.000. Einer der prominentesten Gegner eines Krieges mit den USA war ursprünglich Admiral Yamamoto Isoroku, Oberbefehlshaber der Kombinierten Flotte und ehemaliger japanischer Marineattaché in Washington. Über die Aussicht, einen solchen Krieg zu gewinnen, sagte er: „Bekomme ich den Befehl, ohne Rücksicht auf die Konsequenzen Krieg zu führen, so werde ich 6 Monate oder 1 Jahr lang wild um mich schlagen. Sollte der Krieg aber ein zweites oder drittes Jahr dauern, sehe ich äußerst schwarz!“. Dass der Krieg innerhalb eines Jahres gewonnen werden könne, glaubte niemand. Dennoch entschied sich die japanische Führung Ende November 1941 endgültig für den Krieg gegen die Vereinigten Staaten. Yamamoto war dennoch derjenige, der es gegen Widerstände durchsetzte, einen Vernichtungsschlag gegen die Pazifikflotte zu führen, um Zeit für die Eroberung von Territorien in Südostasien zu gewinnen.
In Washington wurden die diplomatischen Verhandlungen zum Schein noch bis zum Morgen des 7. Dezember weitergeführt. Am 6. Dezember begann Tokio, der japanischen Botschaft in Washington eine Note in 14 Teilen zu übermitteln, die dem US-amerikanischen Außenminister Punkt 13:00 Uhr Washingtoner Zeit (30 Minuten vor dem geplanten Angriffsbeginn) übergeben werden sollte. Mit dieser Note teilte Japan den USA offiziell mit, dass man aufgrund der Haltung der US-Regierung keinen Sinn in weiteren Verhandlungen sehe und diese daher abbreche. Die Note enthielt aber entgegen heute weitverbreiteter Meinung keine Kriegserklärung Japans. Der entscheidende 14. Teil, der den Abbruch der Verhandlungen enthielt, wurde erst in der Nacht zum 7. Dezember geschickt. Obwohl die Note schon von Tokio ins Englische übersetzt worden war und nur noch entschlüsselt werden musste, dauerte das Vorbereiten der Note zu lange. Dies lag zu einem guten Teil daran, dass der übernächtigte Botschaftsmitarbeiter, der den Text nach der Entschlüsselung noch einmal mit der Schreibmaschine abtippen musste, am Anfang so viele Tippfehler machte, dass er sich schließlich entschloss, die ersten Seiten wegzuwerfen und sie noch einmal neu zu schreiben. Aber auch das Entschlüsseln dauerte länger als von Tokio erwartet. Dadurch wurde die Note erst mehrere Stunden nach dem Angriff überreicht.

## Die US-Pazifikflotte

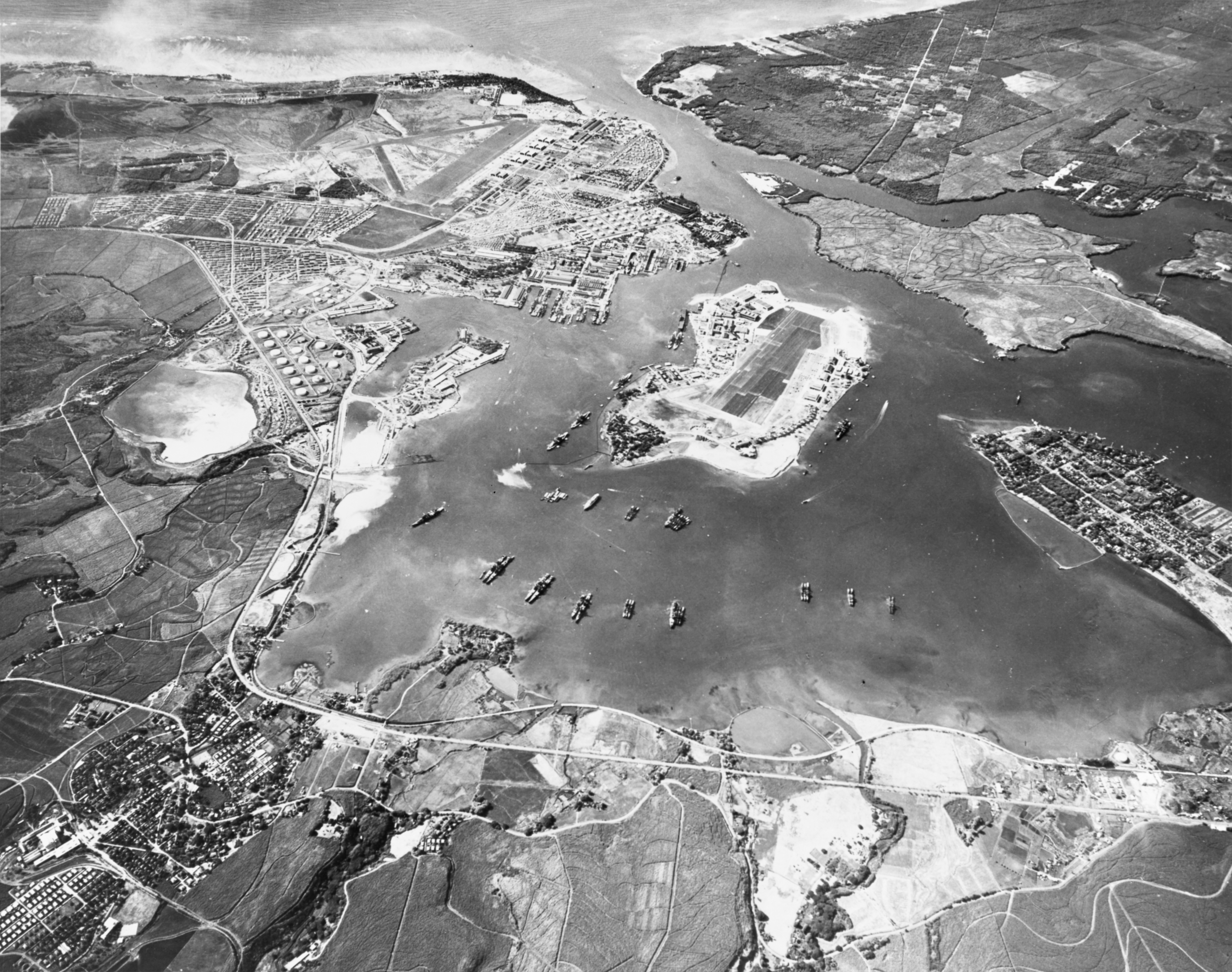
Pearl Harbor im Oktober 1941. In der Mitte Ford Island, links davon die Liegeplätze der Schlachtschiffe, die Battleship Row (Schlachtschiff-Allee)

In der Vorkriegszeit war die Pazifikflotte immer erheblich stärker gewesen als die Atlantikflotte. Nach dem Washingtoner Flottenvertrag von 1922 durften die USA 15 Schlachtschiffe und sechs Flugzeugträger besitzen, von diesen waren der Pazifikflotte zwölf Schlachtschiffe und vier Träger zugeordnet. Dabei handelte es sich auch um die schlagkräftigsten Schiffe, die drei Schlachtschiffe der Atlantikflotte (Arkansas, New York, Texas) waren die ältesten der Flotte. Der Grund für diese einseitige Verteilung war, dass im Pazifik mit Japan ein potenzieller Feind über die drittgrößte Flotte der Welt verfügte, während die größten Flotten im Atlantik Großbritannien und Frankreich gehörten, mit denen keine Konflikte zu erwarten waren.
Dies änderte sich, als mit der Niederlage Frankreichs 1940 die französische Flotte neutralisiert wurde und die Royal Navy alleine im Atlantik und im Mittelmeer gegen die deutsche und italienische Flotte kämpfen musste.
Um Großbritannien dabei so weit wie möglich zu entlasten, dehnten die USA ihre Neutralitätspatrouille immer weiter in den Atlantik aus. So überwachten amerikanische Kreuzer die Dänemarkstraße und amerikanische Zerstörer eskortierten Konvois im Westatlantik, bis sie von britischen Zerstörern für den gefährlichsten Teil des Weges übernommen wurden. Dazu wurde ein Viertel der Pazifikflotte in den Atlantik verlegt, darunter die Schlachtschiffe New Mexico, Mississippi, Idaho und der Flugzeugträger Yorktown. Ferner wurden fast alle neu gebauten Flugzeuge entweder im Atlantik eingesetzt oder direkt per Leih- und Pachtgesetz an Großbritannien geliefert; die amerikanischen Streitkräfte im Pazifik mussten mit dem auskommen, was sie hatten.
Dennoch war die Pazifikflotte nach den bis dahin gültigen Maßstäben, die noch von einer Schlachtentscheidung durch Schlachtschiffe ausgingen, recht stark. Sie hatte neun Schlachtschiffe mit insgesamt 24 Geschützen vom Kaliber 406 mm (16 Zoll) und 68 Geschützen vom Kaliber 356 mm (14 Zoll) gegen zehn japanische Schlachtschiffe mit insgesamt 16 Geschützen vom Kaliber 406 mm (16 Zoll) und 80 Geschützen vom Kaliber 356 mm (14 Zoll).
Den Kern der Schlachtflotte bildeten die big five, die fünf Schlachtschiffe der Tennessee- und Colorado-Klassen. Diese erst nach dem Ersten Weltkrieg gebauten Schlachtschiffe waren die kampfstärksten der Flotte zwischen den Weltkriegen. Hinsichtlich ihrer Artillerie und Panzerung waren sie auch noch 1941 den damals modernsten Schlachtschiffen der Welt, wie der britischen King-George-V-Klasse oder der deutschen Tirpitz, ebenbürtig. Nur bei der Geschwindigkeit waren sie inzwischen mit ihren relativ langsamen 22 Knoten den modernen Schlachtschiffen unterlegen. Da die japanische Flotte selbst jedoch ebenfalls aus Schlachtschiffen bestand, die während oder direkt nach dem Ersten Weltkrieg gebaut worden waren, kam dieser Nachteil im Pazifik nicht zum Tragen.
Bei den Flugzeugträgern bestand ein Verhältnis von drei amerikanischen zu zehn japanischen (davon vier kleinere Träger), allerdings sah man die Rolle der Träger eher in der Unterstützung der Schlachtschiffe durch Luftaufklärung.

## Vorbereitungen

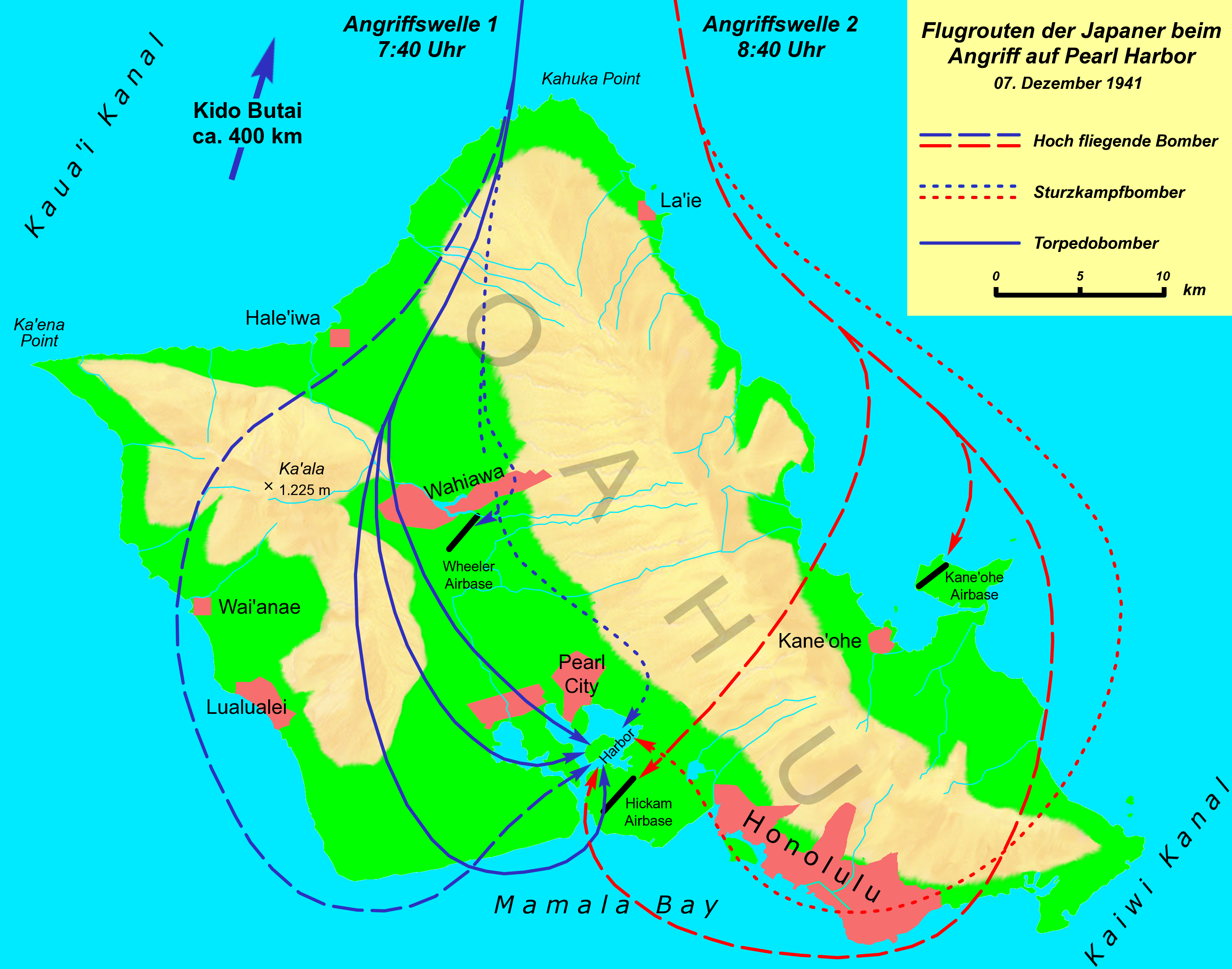
Die beiden japanischen Angriffswellen am 7. Dezember 1941

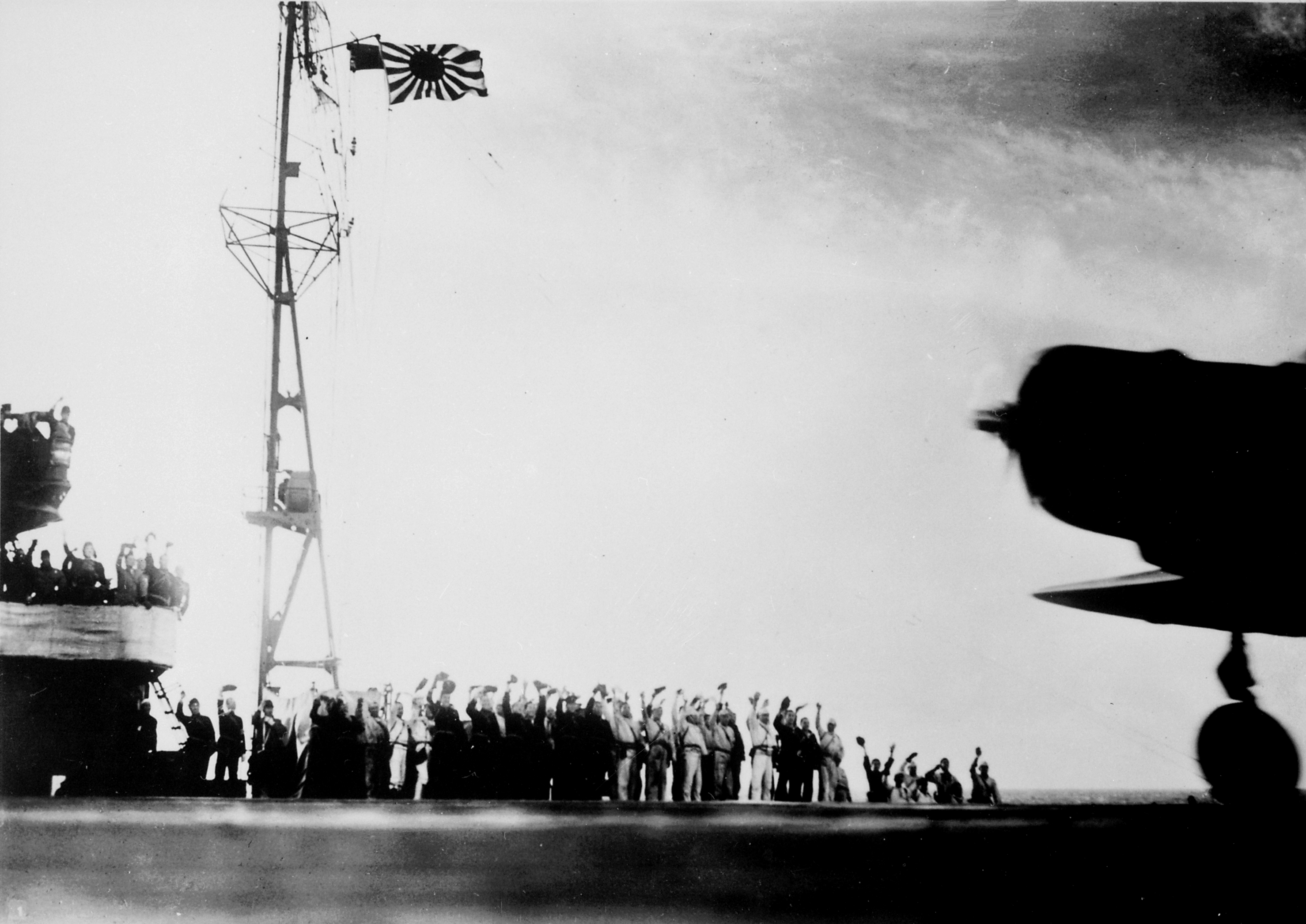
Die Besatzung der Shōkaku verabschiedet eine startende Maschine mit Banzai-Rufen.

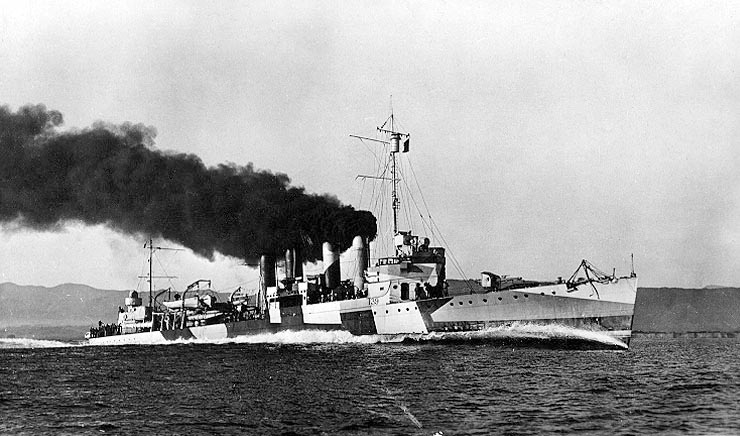
Der Zerstörer Ward

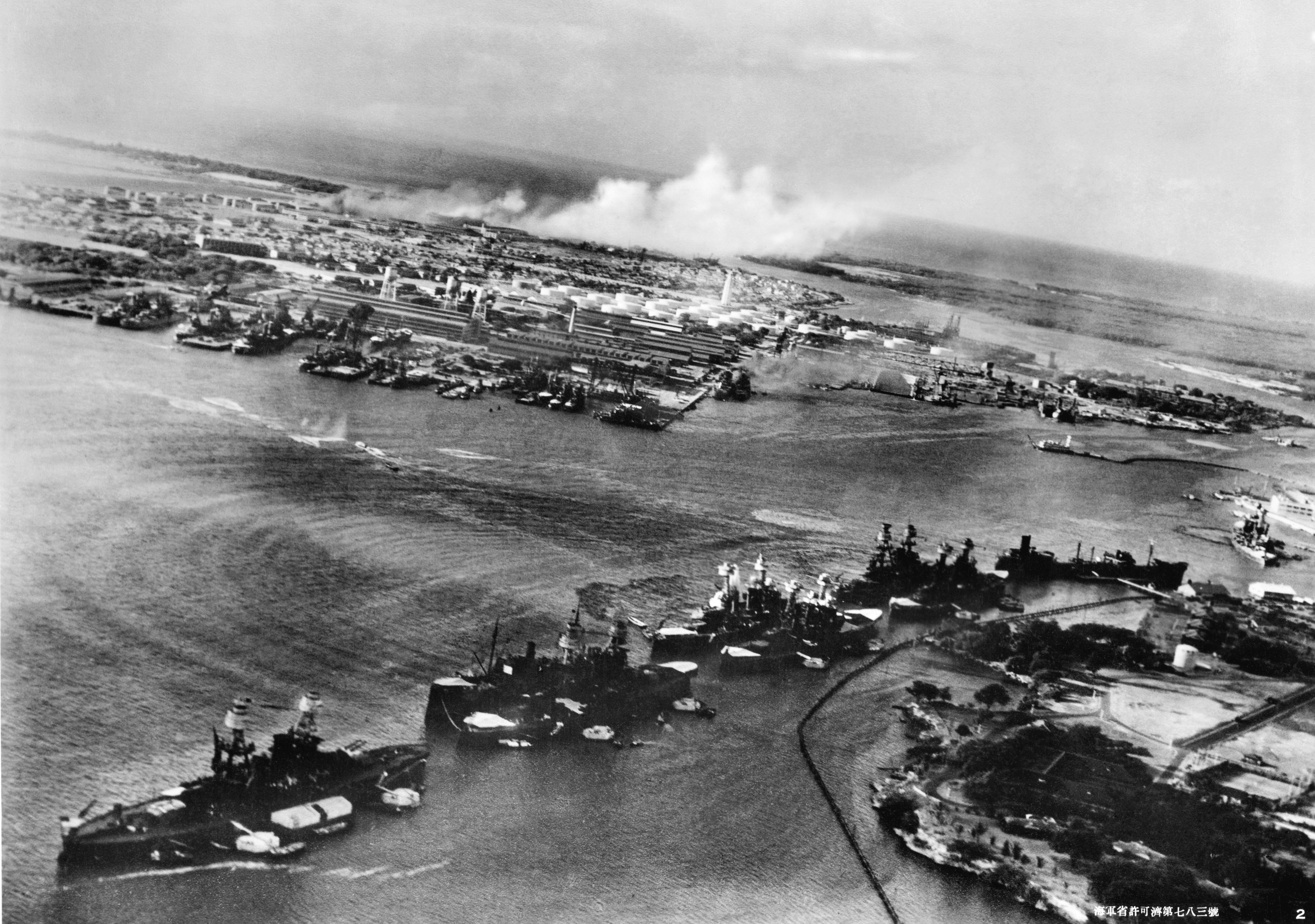
Die Battleship Row zu Beginn des Angriffs. Oklahoma und West Virginia zeigen bereits Schlagseite, die West Virginia erhält gerade einen Torpedotreffer.

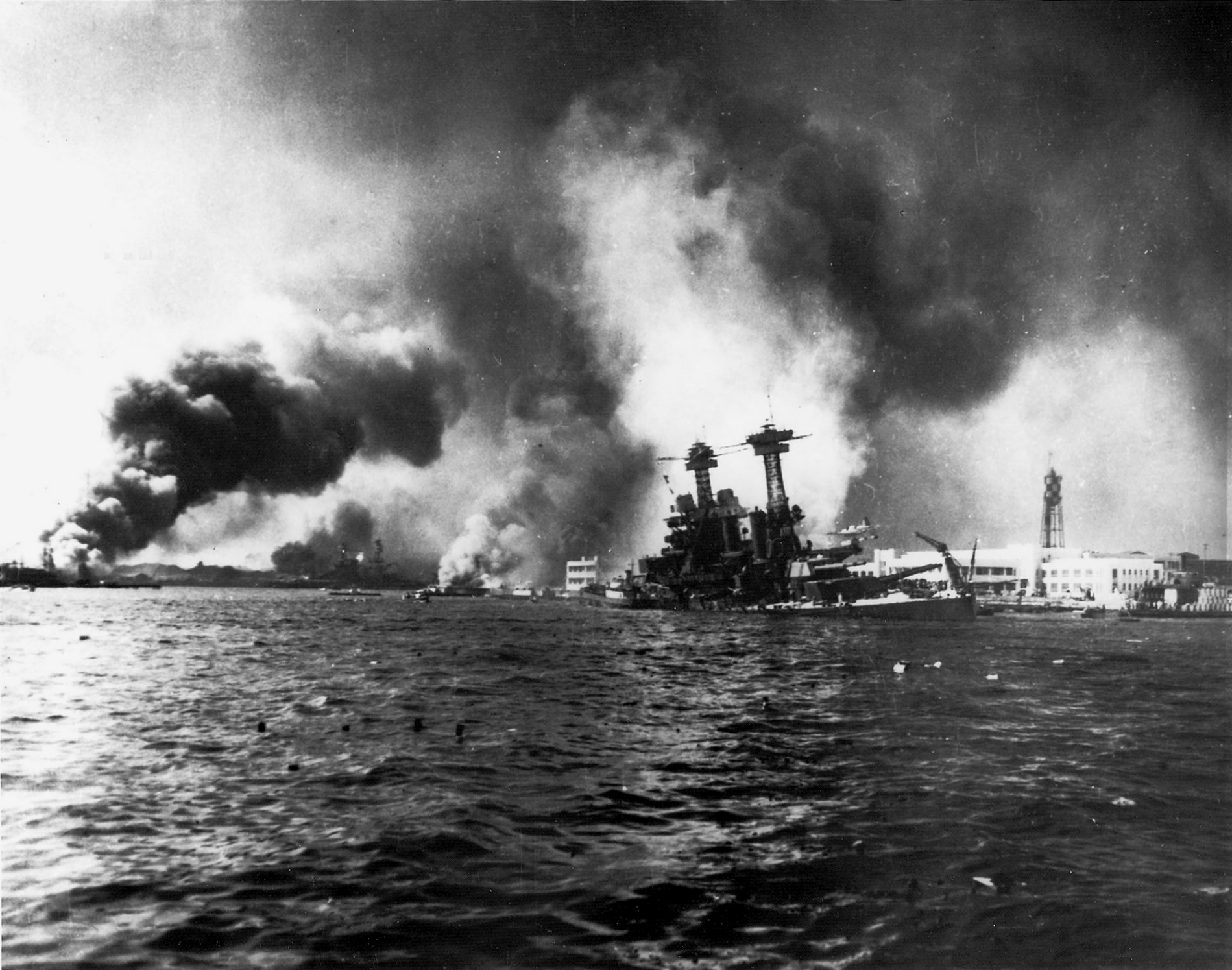
Die sinkende California

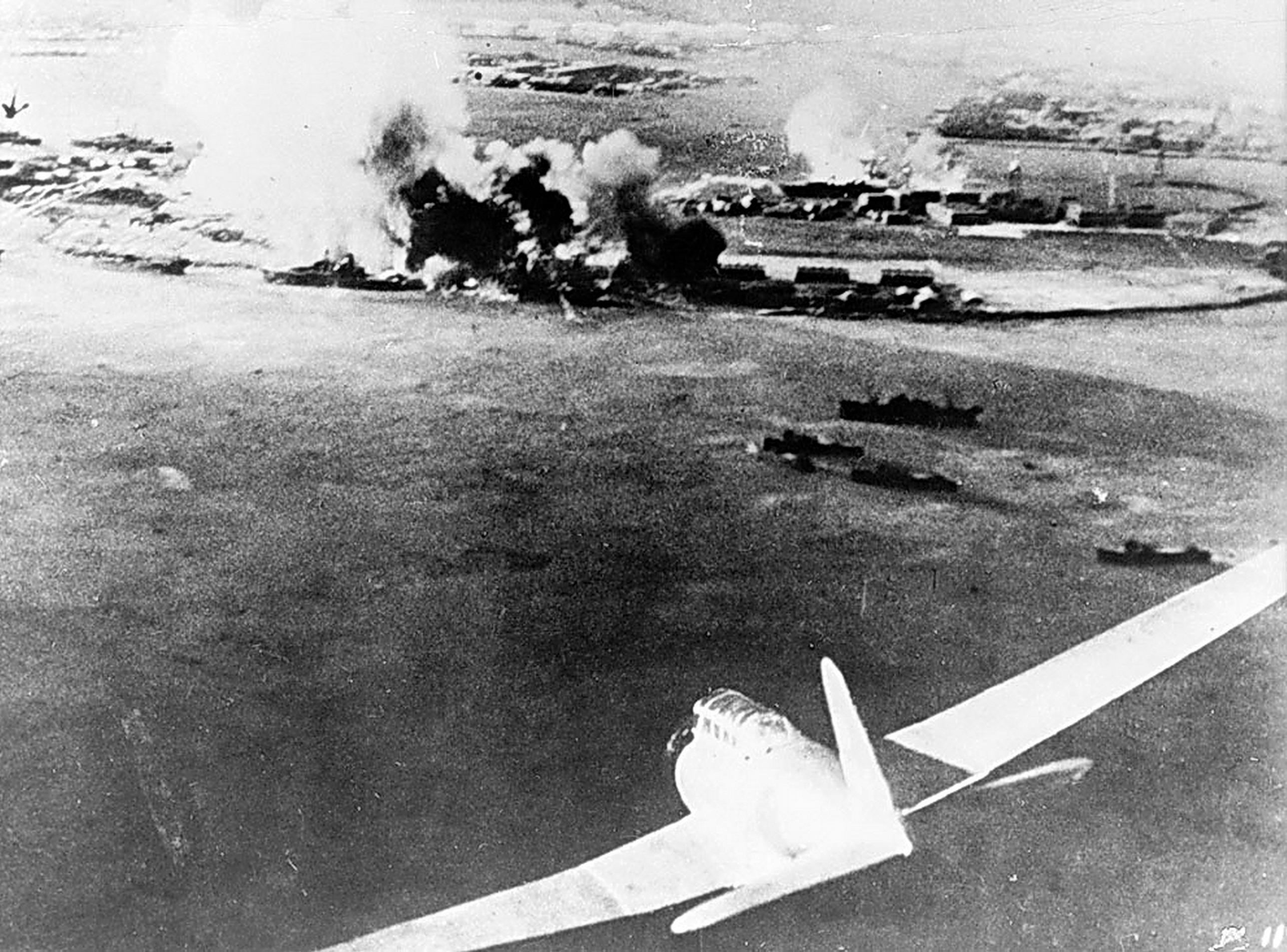
Japanisches Flugzeug beim Angriff auf Pearl Harbor

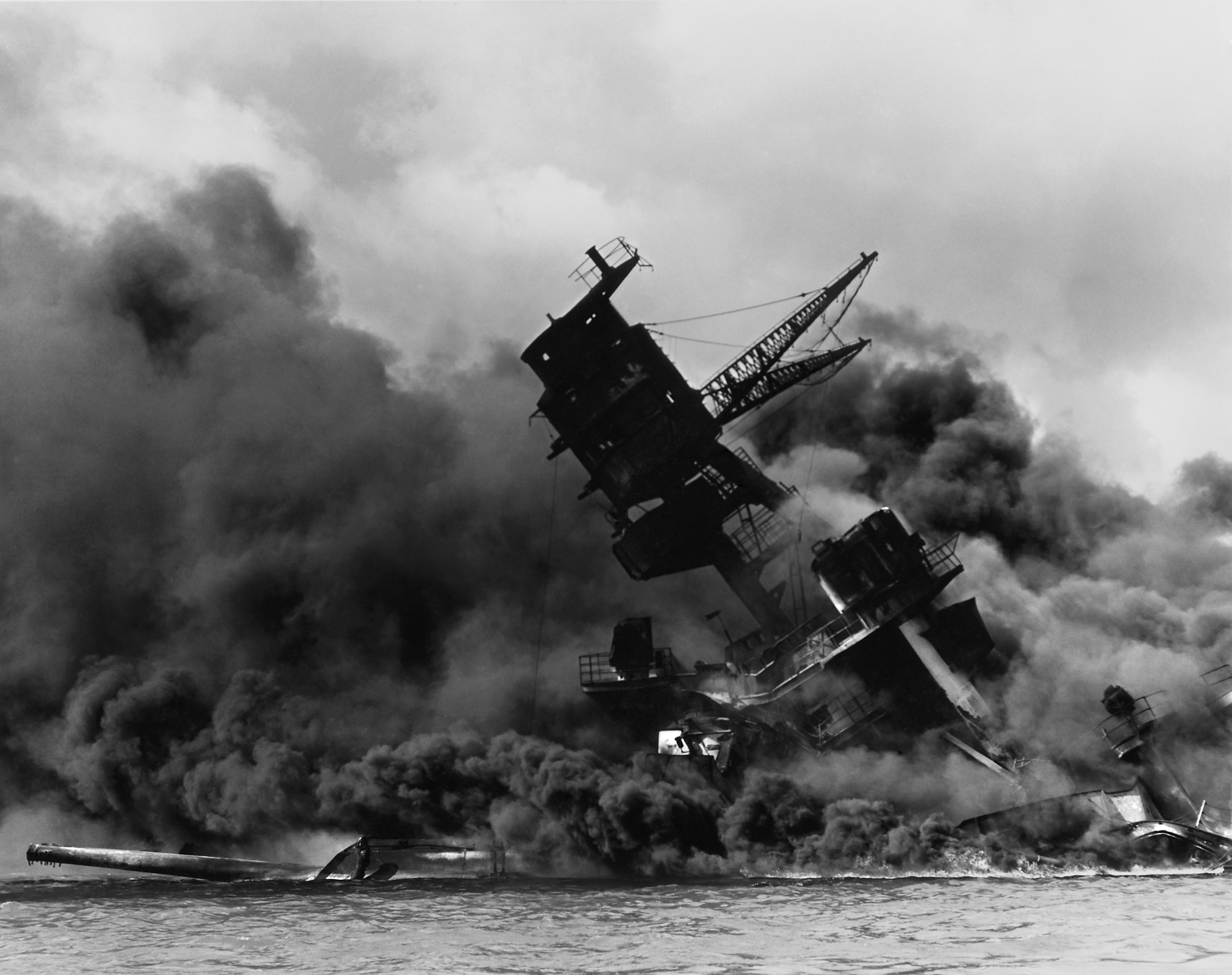
Die brennende Arizona:
Der vordere Mast ist auf die Kommandobrücke gestürzt.

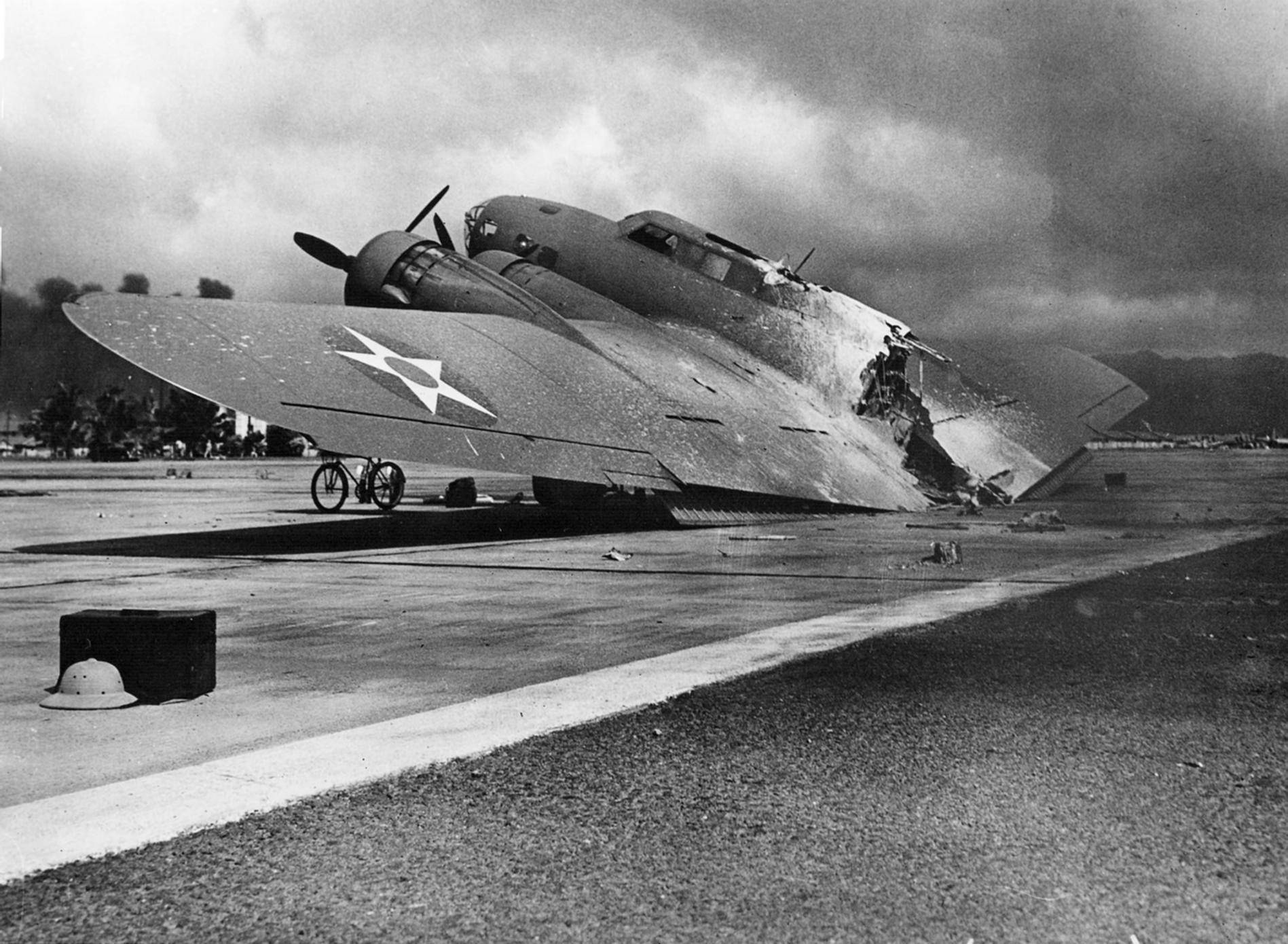
Ein zerstörter B-17-Bomber auf Hickam Field

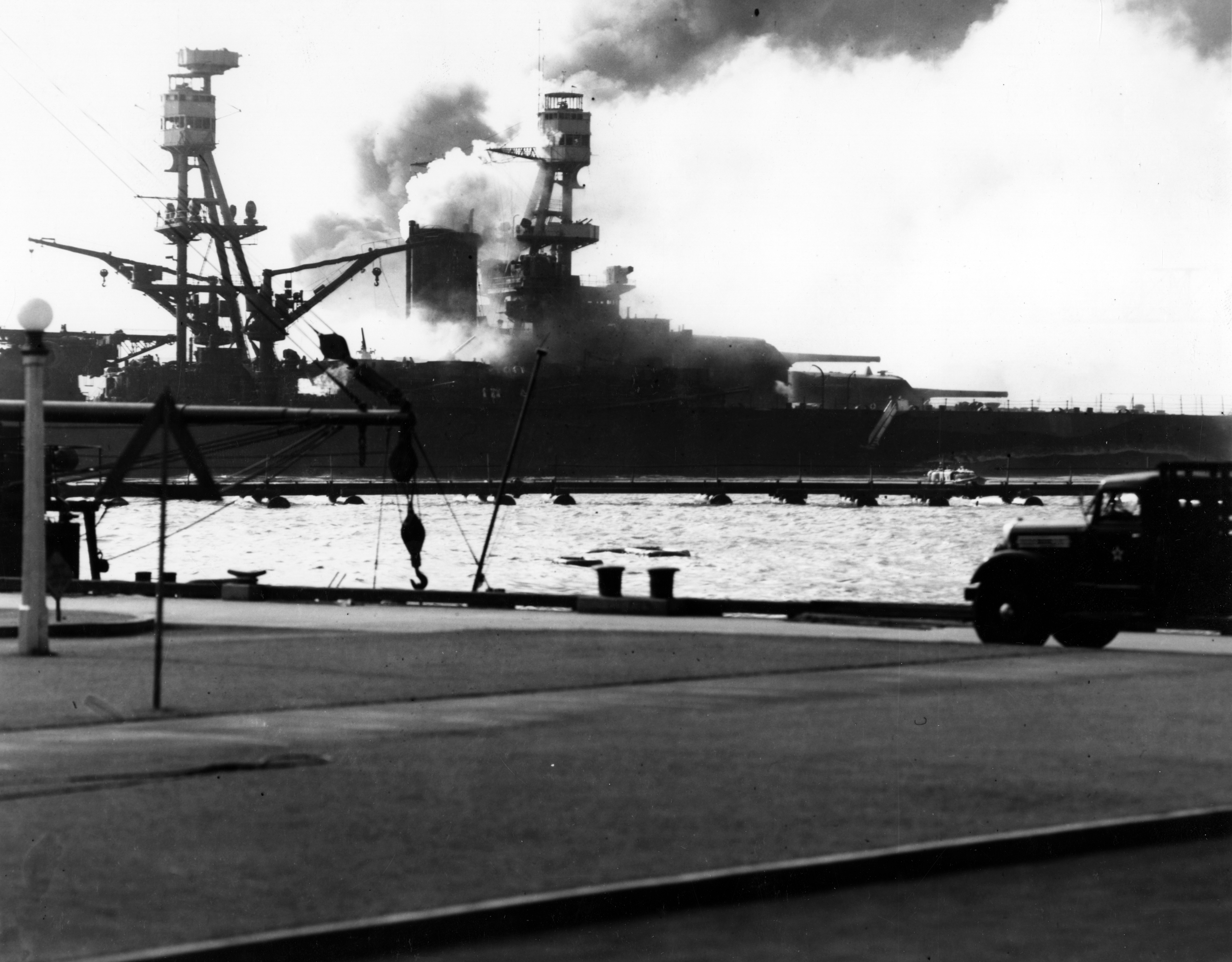
Die brennende Nevada auf dem Weg zum Hafenausgang

Die Planungen der USA für einen Krieg gegen Japan basierten lange Zeit auf dem War Plan Orange, nach dem die US-Pazifikflotte im Kriegsfall von ihrer Heimatbasis San Diego aus zu den Philippinen laufen würde, um diese gegen einen japanischen Angriff zu verteidigen und dann als Basis für einen Vorstoß gegen Japan selbst zu nutzen. Im Verlauf dieser Operationen sollte es dann zu einer großen Entscheidungsschlacht zwischen den Schlachtschiffen kommen. Die Möglichkeit der Eröffnung des Krieges durch einen japanischen Überraschungsangriff ähnlich dem Angriff auf Port Arthur zu Beginn des Russisch-Japanischen Krieges 1904 wurde dabei durchaus für möglich gehalten. Man dachte dabei jedoch an einen Angriff auf Manila, die Basis der schwachen amerikanischen Asienflotte, oder die Insel Wake. Die US-Pazifikflotte befand sich in ihrem Heimatstützpunkt San Diego jedoch weit außerhalb der Operationsreichweite der japanischen Flotte.
Mit der Verlegung der Pazifikflotte nach Pearl Harbor im Jahre 1940 änderte sich das – Pearl Harbor lag knapp innerhalb des Bereiches, in dem japanische Flottenverbände mit vertretbarem Aufwand operieren konnten. Hin- und Rückweg waren mit einmaligem Betanken auf See zu schaffen. Als Japan mit den Planungen für einen Angriff begann, stieß man jedoch schnell auf Schwierigkeiten. Die topographische Form des Hafens, praktisch ein Binnengewässer, das nur durch einen natürlichen Kanal mit dem Meer verbunden ist, machte einen Torpedoangriff mit Zerstörern, wie er 1904 in Port Arthur erfolgt war, unmöglich. Die Zerstörer hätten erst durch den Kanal in den Hafen laufen müssen, um freies Schussfeld für ihre Torpedos zu bekommen. Dabei mussten sie zwangsläufig entdeckt und zusammengeschossen werden.
Als Alternative wurde ein Luftangriff untersucht. Auch dies war keine vollkommen neue Idee: Während einer gemeinsamen Übung von amerikanischer Armee und Marine zur Verteidigung Hawaiis im Jahr 1932 hatte Admiral Harry E. Yarnell, ein Befürworter der Marineluftwaffe und Kommandeur der angreifenden Manöverstreitkräfte, die Staffeln der Flugzeugträger Saratoga und Lexington einen Angriff auf Hawaii fliegen lassen. Durch diesen am 7. Februar 1932 (wie der 7. Dezember 1941 ein Sonntag) aus nordwestlicher Richtung über die Koʻolau Range durchgeführten Angriff wurde den überraschten Verteidigern nach Ansicht der Schiedsrichter beträchtlicher Schaden zugefügt. Es ist sehr wahrscheinlich, dass dieses Manöver von japanischen Spionen beobachtet worden war und die Planungen von Admiral Yamamoto beeinflusst hat, obgleich die amerikanische Marine die Ergebnisse damals als unrealistisch verwarf.
Die Vorlage für den Angriff lieferten jedoch die Briten im Mittelmeer, als sie in der Nacht vom 11. auf den 12. November 1940 beim Angriff auf Tarent den italienischen Marinehafen Tarent mit Torpedobombern des Flugzeugträgers Illustrious angriffen und dabei drei italienische Schlachtschiffe versenkten. Dieser Angriff wurde sowohl vom japanischen als auch vom amerikanischen Admiralstab intensiv untersucht, da die Verhältnisse in Tarent jenen in Pearl Harbor sehr ähnlich waren, insbesondere was den Einsatz von Torpedos betraf. Die Verwendung von Torpedos war nach Ansicht der Planer unbedingt erforderlich, da dies die einzige Waffe war, mit der Flugzeuge Schlachtschiffe mit Aussicht auf Erfolg angreifen konnten.

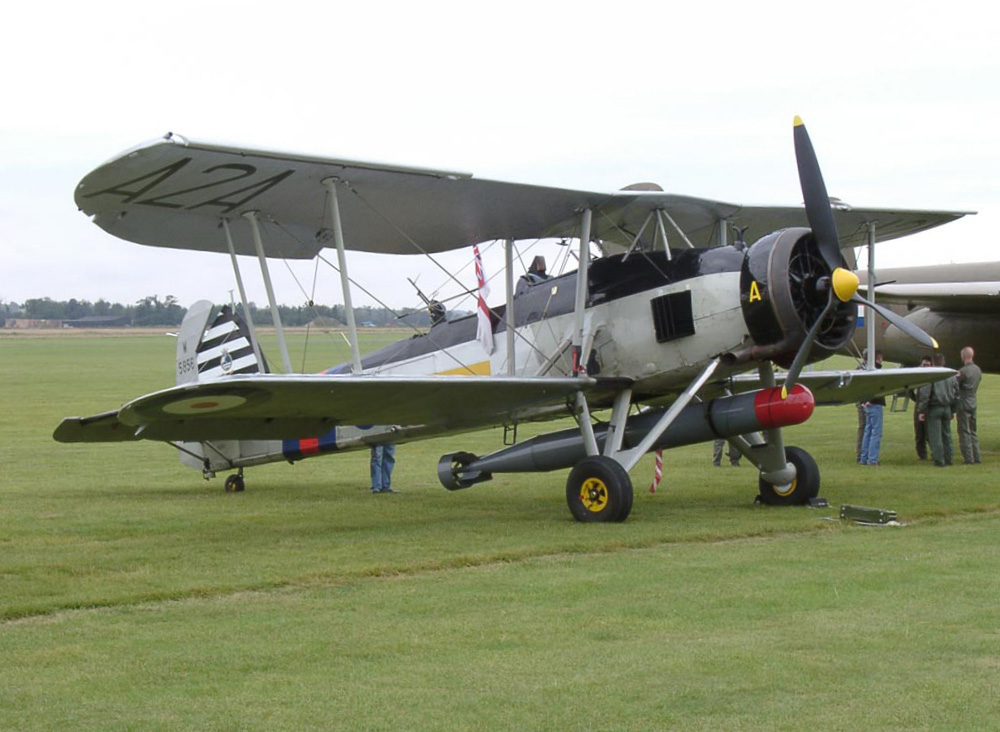
Torpedobomber vom Typ Fairey Swordfish

Die verfügbaren Bomben waren nach allgemeiner Ansicht hingegen nicht in der Lage, die massiven Deckpanzerungen der Schlachtschiffe zu durchdringen und größere Schäden anzurichten. Da von Flugzeugen abgeworfene Torpedos durch ihr Gewicht jedoch erst einmal auf eine größere Tiefe sanken, bevor die eingebaute Tiefensteuerung sie wieder nach oben lenkte, galten flache Häfen wie Tarent und Pearl Harbor als sicher. Um zu verhindern, dass die Torpedos im Hafen auf Grund stießen und dort festliefen, waren die Torpedos mit kleinen Flügeln modifiziert worden, damit sie nach dem Abwurf länger in horizontaler Lage blieben und nicht wie sonst in einem mit der Abwurfhöhe zunehmenden Winkel ins Wasser eintauchten. Zusätzlich waren die britischen Piloten extrem langsam und niedrig geflogen. Die Amerikaner erhielten diese Informationen von den Briten. Japanische Offiziere konnten sich in Tarent einen geborgenen britischen Torpedo ansehen.
Die US-Marine revidierte auf Grund des Angriffs ihre Richtlinien bezüglich des Torpedoschutzes von Schiffen im Hafen. Bis dahin wurde eine Wassertiefe von 76 Fuß (23 Meter) als Minimum für einen erfolgreichen Torpedoangriff aus der Luft erachtet. Im Juni 1941 wurde dies mit Hinweis auf den Angriff auf Tarent dahin korrigiert, dass Torpedoangriffe auch bei geringeren Wassertiefen möglich seien. Angriffe bei einer Wassertiefe von unter 20 Metern wurden aber als unwahrscheinlich eingestuft, womit Pearl Harbor bei einer durchschnittlichen Wassertiefe von 15 Metern weiterhin als sicher galt. Die Amerikaner glaubten auch, dass ein vergleichbarer Angriff auf Pearl Harbor unwahrscheinlich wäre, da die Entfernung zwischen Tarent und der britischen Basis in Alexandria viel geringer war als die zwischen Pearl Harbor und den nächstgelegenen japanischen Basen. Die unbemerkte Annäherung eines Feindes war daher erheblich schwieriger. Zusätzlich konnten die japanischen Torpedobomber Nakajima B5N Kate nicht so langsam fliegen wie die in Tarent eingesetzten Doppeldecker-Torpedobomber vom Typ Fairey Swordfish der Briten, was eine Anwendung der britischen Methode ihrer Meinung nach ausschloss. Die Amerikaner gingen von der Reichweite der ihnen zur Verfügung stehenden Flugzeuge aus (Aktionsradius 350 km) und unterschätzten die Reichweite der japanischen Flugzeuge (1000 km Aktionsradius) erheblich.
Die Japaner hingegen kamen zu dem Schluss, dass ein Torpedoangriff durchführbar wäre, wenn man die Torpedos entsprechend modifizierte. Dies führte zur Entwicklung des Torpedos Typ 95, der kleiner und leichter als die üblichen japanischen Torpedos war. Zusätzlich modifizierte man panzerbrechende Granaten der Kaliber 356 mm und 406 mm so, dass sie als Bomben abgeworfen werden konnten. Aus einer Höhe von mindestens 3000 Metern abgeworfen, sollten sie genügend Durchschlagskraft haben, um die Panzerung der Schlachtschiffe zu durchdringen. Es war eine dieser Panzersprengbomben, die die Munitionskammer der Arizona traf.

## Der Plan

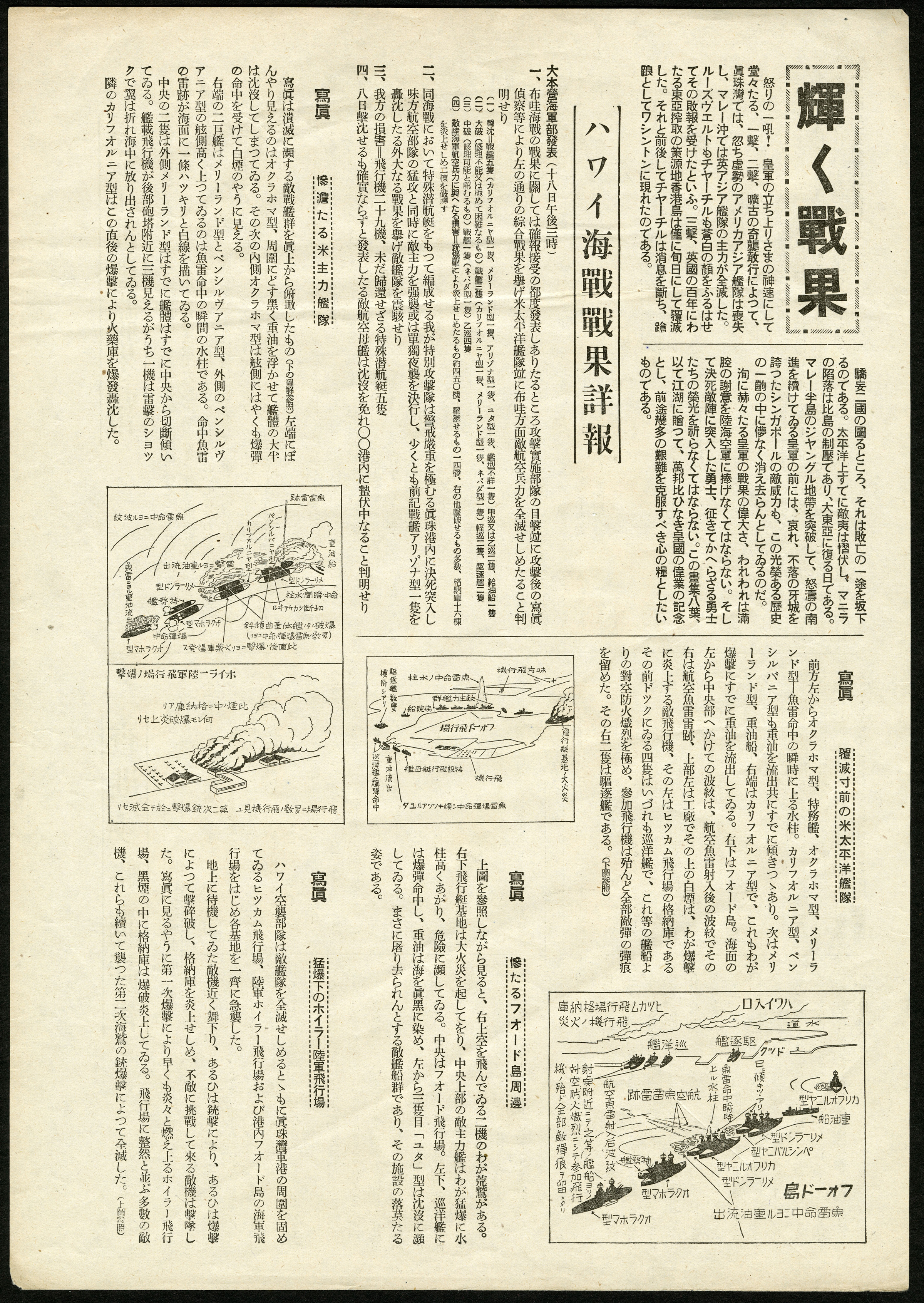
Japanische Ankündigung des Angriffs auf Pearl Harbor, 1941

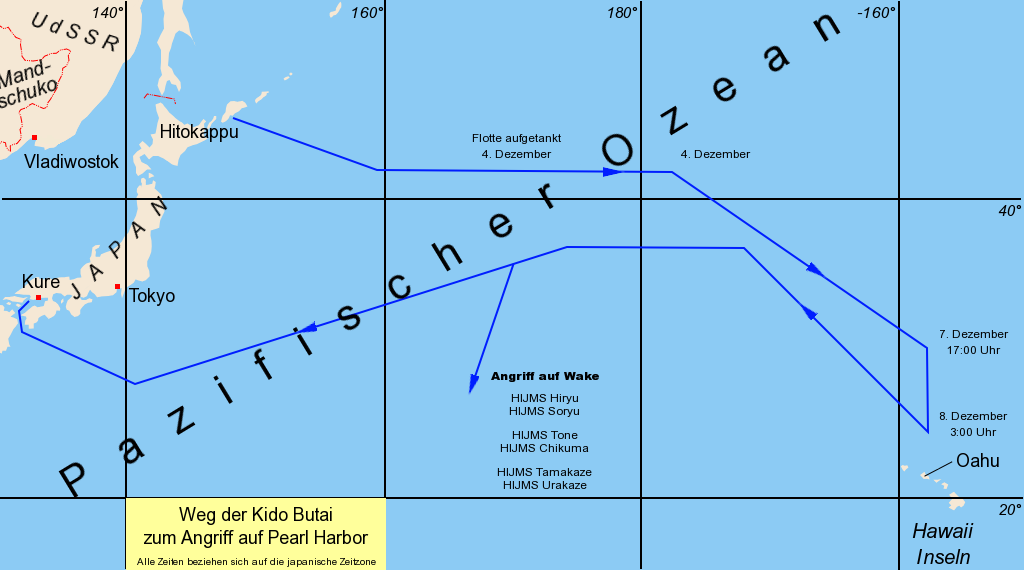
Weg des Kidō Butai zum Angriff auf Pearl Harbor

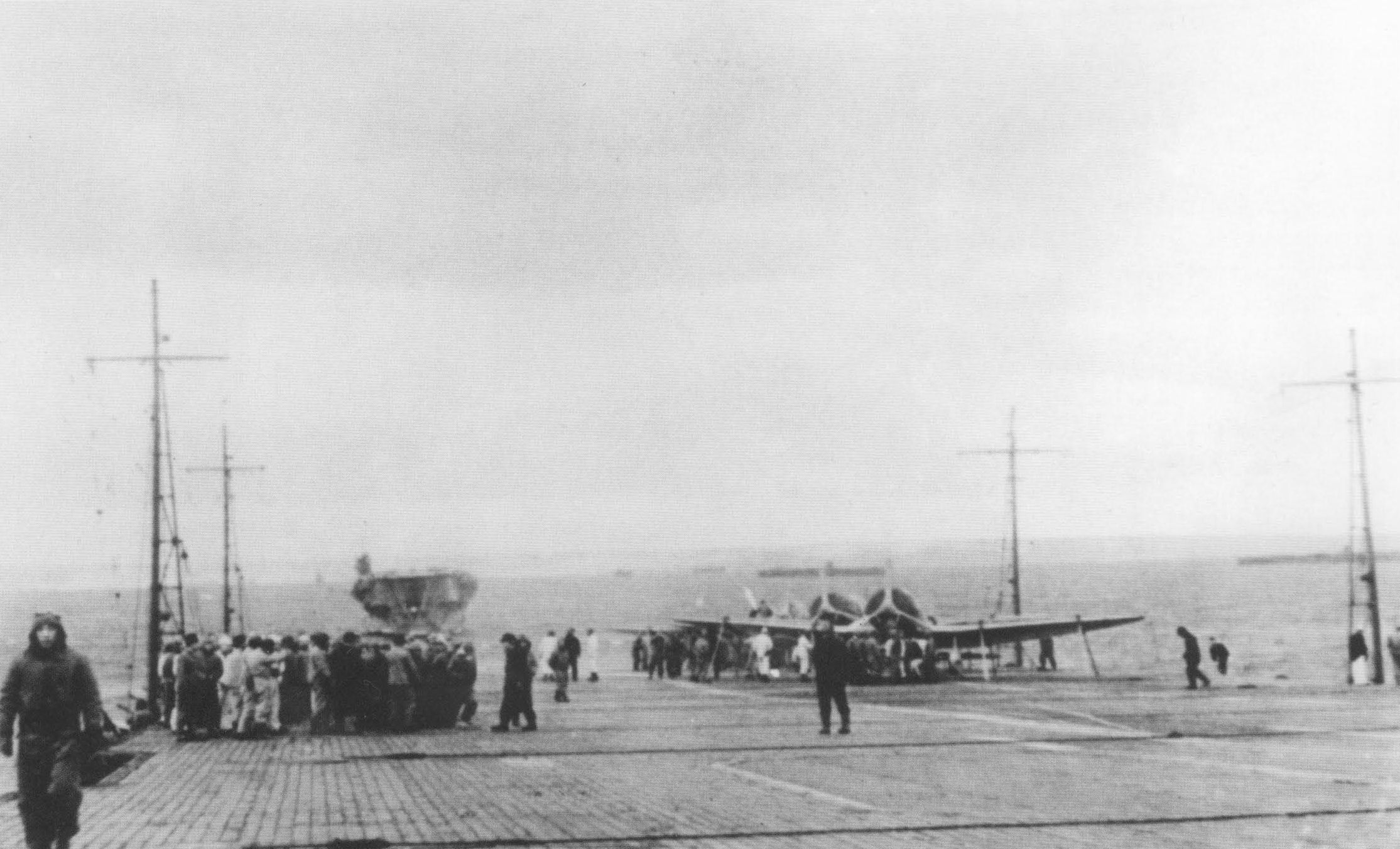
Akagi-Flugdeck nach Verlassen der Hitokappu Bay (Kurilen), 26. November 1941. Hinten die Flugzeugträger (von links nach rechts) Kaga, Shōkaku, Zuikaku, Hiryū, and Sōryū.

Die Idee zum Angriff auf Pearl Harbor stammt vom Admiral Yamamoto, Kommandant der japanischen Vereinigten Flotte. Wann genau die Idee zum Angriff entstand, ist unklar. Yamamoto war klar, dass man die US-Pazifikflotte mit einem Schlag ausschalten müsste, um die von Japan geplante Eroberung in Südostasien durchführen zu können. Bereits im März 1940 äußerte Yamamoto gegenüber Admiral Fukudome Shigeru, Stabschef der japanischen Vereinigten Flotte, bei einem Marinemanöver, bei dem 81 Flugzeuge des Trägers Sōryū die Schlachtschiffe Mutsu und Nagato angriffen:

„Könnte man Hawaii nicht mit Flugzeugen angreifen?“

Am 7. Januar 1941 schlug Yamamoto in einem privaten Brief dem Marineminister Admiral Oikawa Koshirō vor, Hawaii mit Trägern und U-Booten anzugreifen. Dem Brief ist zu entnehmen, dass man schon vorher mündlich über den Plan sprach. Yamamoto schlug im Schreiben vor, ihn vom Posten des Kommandanten der Vereinigten Flotte auf den Posten eines Kommandanten der Trägerflotte zurückzustufen, damit er persönlich den Angriff anführen könnte. Ab Mitte Januar 1941 ließ Yamamoto einen Angriffsplan auf Pearl Harbor von Fregattenkapitän Akira Sasaki aus seinem Stab entwickeln. Akira legte drei verschiedene Pläne vor. Ende Januar wurde zudem Konteradmiral Ōnishi Takijirō, Kommandant der 11. Marineluftflotte, beauftragt einen weiteren Plan zu entwickeln. Dieser bezog
Fregattenkapitän Genda Minoru, Stabsoffizier der 1. Trägerdivision, ein. Gendas Idee Hawaii zu erobern wurde schnell verworfen. Genda legte dann innerhalb einer Woche zwei Pläne vor, dabei sollten die Flugzeuge zwischen den Trägern und Hawaii hin- und herfliegen, um alle Ziele zu zerstören. Hauptziel sollten die US-Träger sein. Elf Monate lang verfeinerten die Japaner ihre Pläne weiter, die laut Admiral Yamamoto Folgendes vorsahen:

„Zu Beginn des Krieges soll der Kampfverband, bestehend aus sechs Flugzeugträgern als Kern und kommandiert vom Oberbefehlshaber der 1. Luftflotte, seinen Weg zu den Hawaii-Inseln fortsetzen und die im Hafen vor Anker liegenden Hauptkräfte der US-Flotte aus der Luft angreifen. Der Kampfverband wird folglich ungefähr zwei Wochen vor dem Ausbruch der Feindseligkeiten vom Heimatland auslaufen, sich den Hawaii-Inseln von Norden nähern und ein oder zwei Stunden vor Tagesanbruch alle Flugzeuge an Bord der Träger, etwa 400, starten. Der Überraschungsangriff auf die ankernden feindlichen Flugzeugträger und Schiffe sowie auf Flugzeuge am Boden wird von einem Punkt gestartet werden, ungefähr 200 sm nördlich der Insel Oʻahu. Der U-Boot-Verband, bestehend aus 27 U-Booten und kommandiert vom Oberbefehlshaber der 6. Flotte, wird fortwährend die Bewegung der feindlichen Flotte, die in Hawaii vor Anker liegt, erkunden und mit diesen Operationen einige Tage vor der Eröffnung der Feindseligkeiten beginnen. Falls die feindliche Flotte den Hafen verlässt, wird der U-Boot-Verband einen Überraschungsangriff ausführen oder versuchen, Fühlung mit ihr zu halten. Andererseits wird dem Spezialangriffsverband der U-Boot-Verband unterstellt, der unentdeckt in den Perlenhafen (Pearl Harbor) vorstoßen und gleichzeitig mit den Luftangriffen des Kampfverbandes einen überraschenden Angriff auf die feindliche Flotte starten wird.“

Dem japanischen Angriffsplan zufolge sollte sich der Flugzeugträgerverband auf einer etwa 6.000 Kilometer langen Route nördlich der üblichen Schifffahrtswege in einer Reise von elf Tagen unbemerkt Pearl Harbor nähern und aus einer Entfernung von 350 Kilometer nördlich des Stützpunktes überraschend angreifen. Da sonntags die meisten Dienststellen der US-Streitkräfte nur mit vermindertem Personal arbeiteten, wurde als Angriffstermin der erste Sonntag im Dezember, der 7. Dezember, gewählt. Der Angriff sollte vom Kidō Butai durchgeführt werden, bestehend aus den sechs Flugzeugträgern Akagi, Kaga, Hiryū, Sōryū, Zuikaku und Shōkaku. Der Geleitschutz der Träger bestand aus den schnellen Schlachtschiffen Hiei und Kirishima, den schweren Kreuzern Tone und Chikuma sowie 9 Zerstörern, die vom leichten Kreuzer Nagara angeführt wurden.
Die strategischen Hauptziele des Angriffs waren:

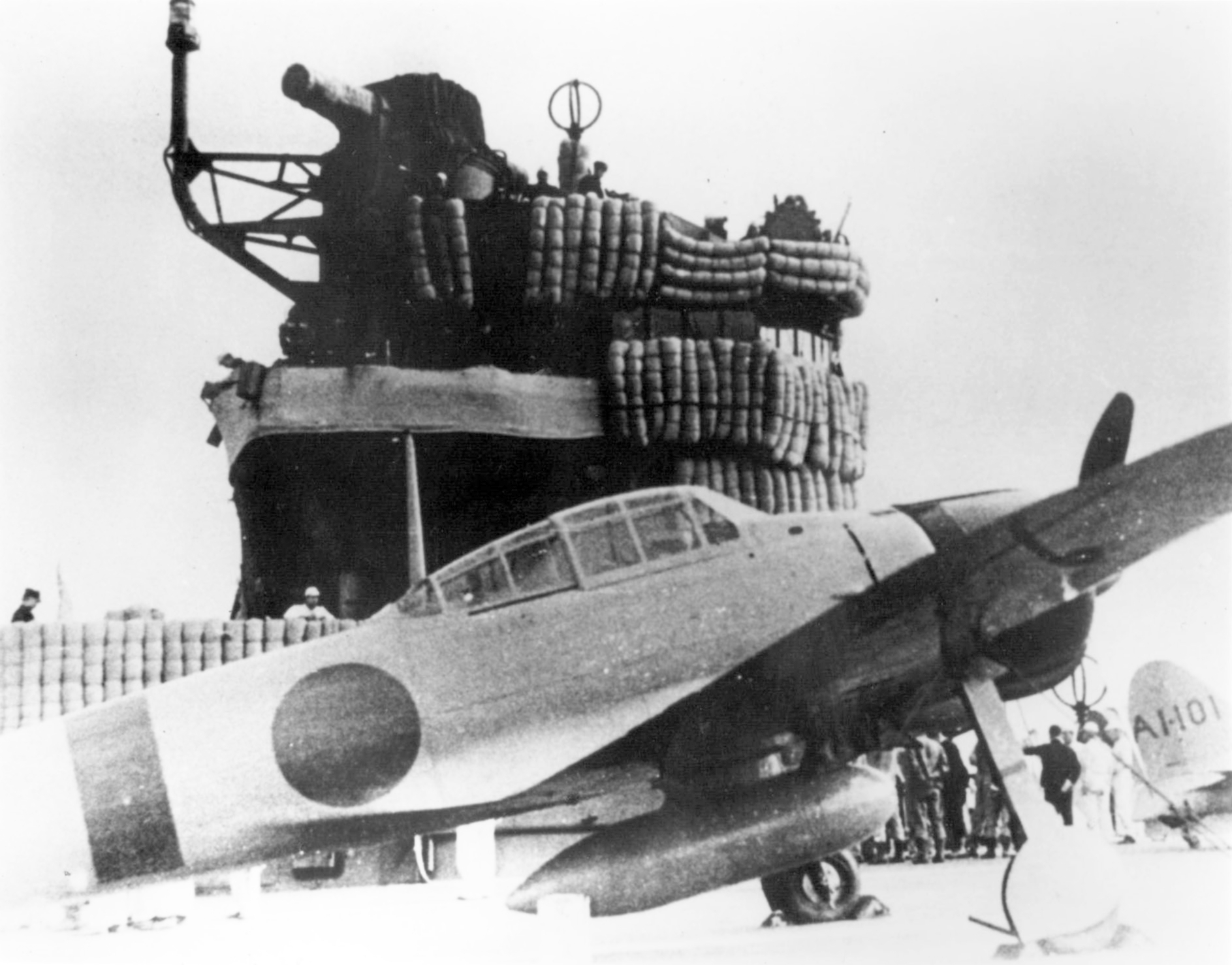
Japanischer Jäger vom Typ Mitsubishi A6M2 Zero beim Start von der Akagi

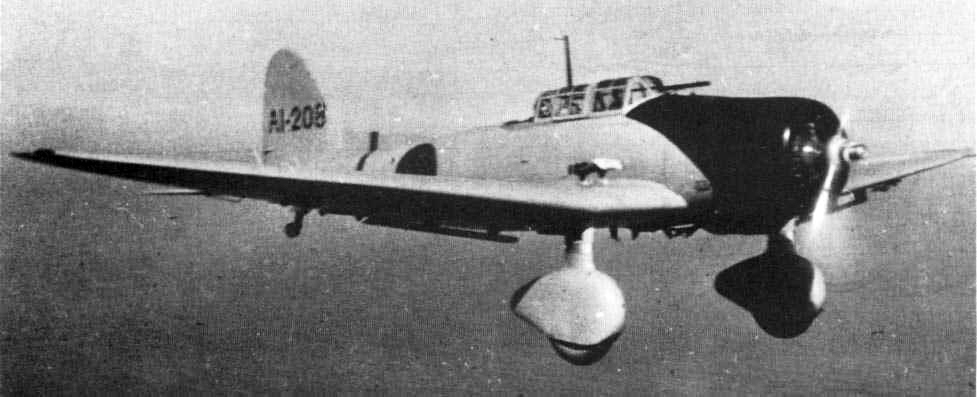
Japanischer Sturzkampfbomber Aichi D3A Val

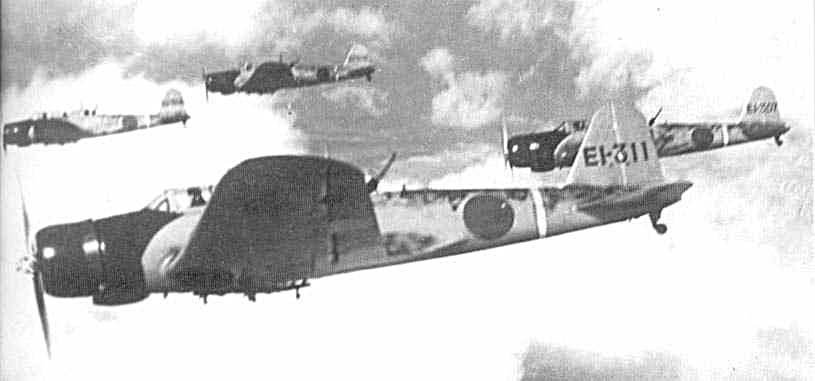
Japanischer Torpedobomber Nakajima B5N Kate

- Neutralisierung der Pazifikflotte: Durch das Ausschalten der Schlachtschiffe und Flugzeugträger sollte die amerikanische Flotte nicht in der Lage sein, die japanische Offensive in Südostasien zu behindern. Die angreifenden Piloten erhielten ausdrückliche Anweisung, nur Schlachtschiffe und Träger anzugreifen und ihre Torpedos und Bomben nicht an andere Schiffe zu „verschwenden“ (nicht alle hielten sich während des Angriffs an den Befehl).
- Ausschaltung des Stützpunktes Pearl Harbor: Durch Zerstörung der Dockanlagen und Treibstofftanks sollte es den USA unmöglich gemacht werden, auf absehbare Zeit von Pearl Harbor aus zu operieren. Die Docks von Pearl Harbor waren die einzigen Anlagen westlich von Kalifornien, in denen Reparaturen und größere Wartungsarbeiten durchgeführt werden konnten. Wurden sie vernichtet, mussten amerikanische Schiffe selbst für kleinere Reparaturen über den halben Pazifik an die Westküste fahren. Im Idealfall würde durch die Versenkung eines großen Schiffs im Zufahrtskanal Pearl Harbor sogar als Ankerplatz ausfallen, womit die gesamte Flotte für jede Operation erst von der Westküste herankommen müsste.

Aus taktischen Gründen kam ein weiteres Ziel hinzu:
- Vernichtung der Luftstreitkräfte: Die amerikanischen Flugplätze mussten angegriffen werden, damit die dort stationierten Jäger nicht die Angriffe auf den Hafen behinderten und die Bomber keine Gegenangriffe auf den Angriffsverband flogen (falls dieser lokalisiert werden konnte).

Da nicht genügend Flugzeuge zur Verfügung standen, um alle drei Aufgaben gleichzeitig zu erfüllen, wurde beschlossen, zuerst nur die Schiffe und die Flugplätze anzugreifen. Sobald die Maschinen zurückkamen, sollten sie neu betankt und munitioniert werden, um die Docks und Treibstofftanks anzugreifen.
Der erste Angriff sollte möglichst früh im Morgengrauen erfolgen. Da die Träger jener Zeit keine Katapulte verwendeten, wurde immer das halbe Deck als Startbahn benötigt. Damit konnte nur die Hälfte der Flugzeuge gleichzeitig zum Starten an Deck gebracht werden. Die zweite Hälfte konnte erst startklar gemacht werden, nachdem die erste Hälfte gestartet war. Da die Startvorbereitungen mindestens 30 Minuten dauerten, wurde entschieden, den ersten Angriff in zwei Wellen zu fliegen: die erste Hälfte flog voraus, die zweite folgte so schnell, wie man sie startklar machen konnte.
Die erste Welle sollte aus 45 Jägern A6M Zero, 54 Sturzkampfbombern D3A Val und 90 Torpedobombern B5N Kate bestehen. 40 der Kate sollten Torpedos tragen, der Rest Bomben. Die zweite Welle sollte aus 36 Zero, 81 Val und 54 Kate (alle mit Bomben) bestehen.
Da die Überraschung bei diesem Angriff elementar war, hatte der Befehlshaber des Angriffsverbands, Vizeadmiral Nagumo Chūichi, den Befehl, sofort umzukehren, falls er auf dem Anmarsch entdeckt würde. Würde er erst am Morgen des Angriffstages entdeckt, war es ihm überlassen, ob er den Angriff riskieren wollte. Auf keinen Fall sollte er seine Schiffe unnötigen Risiken aussetzen, da sie für Japan unersetzlich waren.
Der Angriffsverband verließ Japan am 26. November 1941 von den Gewässern in den Kurilen aus. Während der Fahrt schickte Admiral Yamamoto am 2. Dezember eine kodierte Nachricht an Nagumo: Niitaka yama Nobore (Erklimmt den Berg Niitaka), womit der endgültige Befehl zur Durchführung des Angriffs erteilt wurde.

## Japanische Spionage
Der japanische Spion Takeo Yoshikawa war im März 1941 nach Honolulu gekommen. Getarnt als Mitarbeiter des Generalkonsulats war er offiziell eingereist. Da mehr als ein Drittel der Bevölkerung in Hawaii japanischstämmig war, hatte Yoshikawa kein Problem, sich als Einheimischer auszugeben. Yoshikawa wusste genau, wann welche Großkampfschiffe im Hafen lagen und in welchem Rhythmus sie ausliefen. Er kannte Details der Dienstpläne der Militäreinrichtungen und wusste, dass der wichtigste Flughafen Hickam Air Field keine nennenswerte Luftverteidigung hatte. In den ersten Monaten seines Einsatzes schickte Yoshikawa einmal im Monat einen Bericht über den Status der US-Flotte in Hawaii, ab Mitte November zweimal wöchentlich und ab dem 2. Dezember 1941 täglich. Dabei erhielt Yoshikawa Hilfe vom japanischen Konsul in Honolulu, Nagao Kita.
Seine Berichte wurden mit dem Chiffriersystem des japanischen diplomatischen Dienstes verschlüsselt. Dieses konnte zwar prinzipiell von den Kryptoanalytikern des US-Kriegsministeriums geknackt werden, trotzdem hätte für jeden Tag und für jeden Ursprungsort einer Nachricht eine passende Entschlüsselung gefunden werden müssen. Die meisten Telegramme, die Kita versendete, wurden von der Gegenseite erst viel zu spät entschlüsselt.

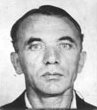
Bernard Kühn, FBI-Foto 1941

Das deutsche Ehepaar Bernard und Friedel Kühn sammelte äußerst trickreich gemeinsam mit der Tochter Susie Ruth und dem zehnjährigen Sohn Hans Joachim direkt im Hafen und auf der Insel Informationen und schickte sie über das örtliche japanische Konsulat nach Tokio. Die Kühns wurden 1936 auf Vorschlag des NS-Staates japanische Agenten und kamen mit gefälschten Papieren als Professorenfamilie getarnt nach Hawaii. Ruth pflegte dort den Umgang mit amerikanischen Offizieren und erlangte Geheiminformationen, auch Hans Joachim lernte, Fragen zu Schiffen und Flugzeugen zu stellen. Die Kühns bauten im Auftrag der Japaner ein Haus in Pearl Harbor mit Blick auf den US-Flottenstützpunkt. Von dort aus wurden mit einem zuvor vereinbarten visuellen Code- und Signalsystem (Bettlaken, Hausbeleuchtung, Autoscheinwerfer etc.) Art, Anzahl und Bewegung der Kriegsschiffe gemeldet.

## Die amerikanische Funkaufklärung
Die amerikanische Fernmeldeaufklärung gliederte sich in drei Arbeitsbereiche:
- Der Bereich Funkpeilung war für das Lokalisieren der Absender von aufgefangenen Funksprüchen zuständig. Dazu hatten die USA ein Netz von Abhörstationen aufgebaut, das Mid-Pacific Strategic Direction-Finder Net. Es erstreckte sich in einem riesigen Halbkreis von den Philippinen über Guam, Samoa, Midway und Hawaii bis hinauf nach Alaska.
- Im Bereich Funkverkehranalyse wurden die Muster der aufgefangenen Funksprüche analysiert. Anhand der Rufzeichen wurde festgestellt, wer mit wem sprach. Aus der Häufigkeit der Kommunikation versuchte man, die Beziehung zwischen den Stationen herauszufinden. Wenn beispielsweise die Stationen NOTA 1 und OYO 5 häufig mit KUNA 2 sprachen, aber selten miteinander und gar nicht mit anderen, so war anzunehmen, dass KUNA 2 der Befehlshaber von NOTA 1 und OYO 5 war, etwa das Flaggschiff eines Geschwaders, dem die Schiffe NOTA 1 und OYO 5 zugeteilt waren. Mit Hilfe der Funkpeilung war die Zuordnung der Rufzeichen möglich, wenn man wusste, welche Einheiten/Schiffe zum Sendezeitpunkt an der Sendeposition waren.
- Der Bereich Kryptoanalyse war für das Entziffern der aufgefangenen Nachrichten verantwortlich. Dies war der schwierigste und geheimste Teil der Funkaufklärung. Da es äußerst wichtig war, die Tatsache geheim zu halten, dass es gelungen war, den japanischen Code zu knacken, wurden die daraus gewonnenen Informationen lediglich einer kleinen Gruppe ranghoher Offiziere und Politiker zugänglich gemacht, während die Ergebnisse der Funkpeilung und Funkverkehranalyse einem weit größeren Kreis zugänglich waren. So erhielten zum Beispiel die Befehlshaber auf Hawaiʻi, Admiral Husband E. Kimmel und General Walter C. Short, die Ergebnisse aus Funkpeilung und Funkverkehranalyse, aber nicht die aus der Kryptoanalyse, während der Befehlshaber auf den Philippinen, General Douglas MacArthur, Zugang zu allen Informationen hatte.

Im Verlaufe des Novembers 1941 stellte die Funkaufklärung anhand der japanischen Funkmuster die Vorbereitung einer großen Operation fest. Diese Muster entsprachen den drei Phasen, die man schon bei den Vorbereitungen für die beiden Operationen zur Besetzung Indochinas beobachtet hatte.
- Erste Phase: Es kam zu einem sprunghaften Anstieg des Funkverkehrs. Das Oberkommando gab Befehle und Anweisungen für die Operation an die Armee und Flottenbefehlshaber. Diese Instruktionen wurden über die gesamte Hierarchie an die Einheiten weitergeleitet, die sich auf die Operation vorzubereiten hatten. Auf diese Art konnte man oft schon die beteiligten Einheiten identifizieren, indem man prüfte, welche Rufzeichen an dem verstärkten Funkverkehr beteiligt waren. Da die japanische Flotte jedoch am 1. November ihren halbjährlichen Rufzeichenwechsel für ihre 20.000 Rufzeichen durchgeführt hatte, waren viele Rufzeichen noch nicht wieder identifiziert. Allerdings wurde festgestellt, dass das japanische Oberkommando hauptsächlich mit den südlichen Befehlshabern kommunizierte, aber nicht mit den Kommandeuren in China.
- Zweite Phase: Der Funkverkehr sank wieder auf die normale Menge an Meldungen. Die beteiligten Einheiten hatten sich gemäß den Anweisungen vorbereitet und warteten auf den Befehl, die Operationen zu beginnen. In den Funkmustern konnten Änderungen festgestellt werden, die durch Umgruppierungen entstanden waren. Stationen kommunizierten plötzlich mit neuen Stationen, aber nicht mehr mit ihren vorherigen Kommunikationspartnern.
- Dritte Phase: Die Anzahl der Funkmeldungen nahm rapide ab und wurden einseitig. Die Operation hatte begonnen, die Flottenverbände waren ausgelaufen und hielten Funkstille, um ein Einpeilen auf ihre Position zu verhindern. Sie erhielten allerdings weiterhin an sie adressierte Funksprüche von anderen Einheiten (die Funkstille betraf also nur das Senden, nicht das Empfangen der operativen Einheiten).

Am 1. Dezember wechselte die japanische Flotte erneut ihre Rufzeichen. Dieser außerplanmäßige Wechsel alarmierte die Nachrichtendienste zusätzlich.
Auf diese Art war allein schon auf Grund von Funkpeilung und Funkverkehranalyse bekannt, dass Japan eine große Operation in Richtung Süden durchführen wollte. Das Ziel war jedoch nicht eindeutig, es konnte sich dabei sowohl um einen Angriff auf die britischen und niederländischen Kolonien handeln (was vermutet wurde), als auch um einen Angriff auf die Philippinen oder weitere Truppenverlegungen nach Indochina (was als unwahrscheinlich galt). Am 24. und 27. November schickte deshalb der Chief of Naval Operations, Admiral Harold R. Stark, Kriegswarnungen an alle Kommandeure im Pazifik, in denen ihnen mitgeteilt wurde, dass aggressive Handlungen Japans in den nächsten Tagen zu erwarten seien. Als mögliche Ziele eines japanischen Angriffs wurden Malaysia, Thailand, die Philippinen, Borneo und Guam genannt. Alle Kommandeure im Pazifik wurden angewiesen, entsprechende Maßnahmen zur Vorbereitung ihrer Truppen auf den Kriegsfall zu treffen, aber selbst keine offensiven Aktionen durchzuführen, solange Japan keine offene Kriegshandlung gegen die USA unternähme.
Die Aufklärungsdienste Großbritanniens und der Niederlande, die mit den Amerikanern beim Abfangen und Analysieren der Nachrichten zusammenarbeiteten, hatten das gleiche Bild. Großbritannien begann daraufhin, seine Truppen im Bereich des Möglichen zu verstärken: Es verlegte das moderne Schlachtschiff Prince of Wales und den Schlachtkreuzer Repulse nach Singapur.
Einen Sonderfall bildeten dabei die japanischen Trägerverbände. Von ihnen wusste man gar nichts, da bei ihnen totale Funkstille herrschte. Dass die Trägerverbände nicht nur keine Nachrichten sendeten, sondern auch keine Nachrichten an sie gesendet wurden, führte zu der Vermutung, dass sich die Träger weiterhin in den japanischen Heimatgewässern aufhielten. Dort konnten sie über schwächere Nahbereichsender kommunizieren, deren Sendeleistung zu schwach war, um von den weit entfernten Abhörstationen empfangen zu werden. Dieser Blackout war schon bei den vorherigen Operationen beobachtet worden. Auch damals hatte man die Träger in Japan vermutet und später auf verschiedene Weise festgestellt, dass sie tatsächlich dort gewesen waren. Das vermutete Verbleiben der Träger in Japan erweckte keinen Argwohn, denn es passte bestens in das Gesamtbild. Nach Ansicht der Analysten wurden die Träger für eine Offensive allein gegen die britischen und niederländischen Kolonien nicht gebraucht, stattdessen bildeten sie zusammen mit mehreren Schlachtschiffen eine strategische Reserve für den Fall, dass die USA Großbritannien zu Hilfe kommen würden. Tatsächlich jedoch befand sich der Verband unter Funkstille auf dem Weg nach Pearl Harbor. Nachrichten an ihn wurden in allgemeinen, an große Flottenbereiche adressierten Funksprüchen versteckt.

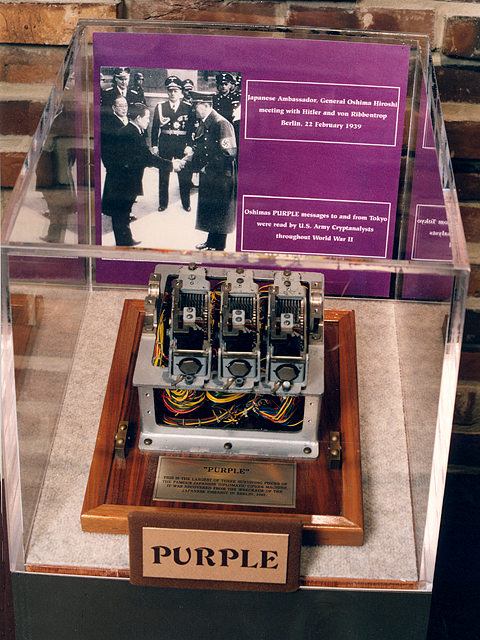
Fragment der japanischen Schlüsselmaschine „Purple“

Die für die Kryptoanalyse zuständige Abteilung bekam inzwischen große Probleme mit dem Umfang des abgefangenen Materials. Zusätzlich zur Entschlüsselung der Nachrichten musste dieses noch aus dem Japanischen ins Englische übersetzt werden. Die kleine Zahl der Übersetzer, die nicht nur für den militärischen, sondern auch für den diplomatischen Verkehr zuständig waren, konnte mit dem erheblich gesteigerten Volumen nicht mehr Schritt halten. Man versuchte, die Anzahl zu erhöhen, dies war jedoch schwierig. Die Übersetzer mussten nicht nur hervorragend Japanisch können, sondern auch absolut vertrauenswürdig sein. Solche Leute gab es nur wenige, und es waren größtenteils Amerikaner japanischer Abstammung, denen man ein generelles Misstrauen entgegenbrachte. So gelang der Marineabteilung für Kryptoanalyse 1941 trotz größter Bemühungen lediglich die Verdopplung der Übersetzer von drei auf sechs Personen. Dies hatte zur Folge, dass Übersetzungen nach Art der Verschlüsselung gereiht wurden. Zuerst kam der mit der Schlüsselmaschine „Purple“ verschlüsselte diplomatische Verkehr, dann der mit militärischen Hochsicherheitscodes verschlüsselte Verkehr, dann die mit einfacheren japanischen Codes verschlüsselten Texte. Die mit Purple verschlüsselten Anweisungen an die japanischen Botschaften in Großbritannien und Niederländisch-Ostindien, sie sollen ihre „Purple“-Maschinen nach Japan zurückschicken und die Vernichtung ihrer restlichen Codes vorbereiten, wurden daher frühzeitig entschlüsselt, was aber nur die bereits bestehende Vermutung eines bevorstehenden Krieges mit diesen Ländern bestätigte. Entsprechende Anweisungen an die Konsulate in den USA, die keine „Purple“-Maschinen hatten, wurden jedoch nicht übersetzt. Die einzigen „Purple“-Maschinen innerhalb der USA waren in der japanischen Botschaft in Washington, wo sie noch gebraucht wurden. Dass es zuerst keine Anweisung gab, diese Maschinen zurück nach Japan zu schicken, wurde dahingehend interpretiert, dass kein Angriff auf die USA geplant war. Erst am 3. Dezember erhielt die Botschaft in Washington den Befehl, eine ihrer beiden Schlüsselmaschinen und einen Großteil ihrer Codes zu vernichten, wodurch für die Analysten die Möglichkeit eines Krieges zwischen den USA und Japan erheblich wahrscheinlicher wurde.
Die entschlüsselten militärischen Nachrichten enthielten nichts Hilfreiches, um die Ziele näher zu identifizieren. Dies war auch nicht zu erwarten gewesen. Am 6. Dezember wurden die ersten 13 Teile der 14-teiligen japanischen Note, die am 7. Dezember übergeben werden sollte, empfangen und entschlüsselt. Obwohl der 14. Teil mit den wichtigsten Informationen noch fehlte (die ersten 13 Teile enthielten größtenteils einen geschichtlichen Abriss über die Beziehungen der USA und Japans, in dem die USA einer feindseligen Haltung Japan gegenüber beschuldigt wurden, aber nichts über die beabsichtigte japanische Politik), wurden die bereits empfangenen 13 Teile noch am Abend zu sämtlichen Personen gebracht, die befugt waren, diese geheimen Informationen zu sehen. Nach der Durchsicht des Inhalts sagte Präsident Roosevelt zu seinem Berater Harry Hopkins: „Das bedeutet Krieg“. Nachdem sie kurz die ihnen bekannten japanischen Flotten- und Truppenbewegungen in Südostasien diskutiert hatten, meinte Hopkins, es wäre ihm lieber, die USA würden den ersten Schlag führen und so etwaigen Überraschungen vorbeugen. Roosevelt entgegnete darauf, so etwas könne man als friedliebende Demokratie nicht tun. Roosevelt wollte noch mit Admiral Stark telefonieren, dieser war jedoch im Theater. Ihn dort herauszurufen war zwar möglich, hätte jedoch Aufsehen erregt, was der Präsident vermeiden wollte.
Alle anderen Personen, welche die ersten 13 Teile am Abend bekamen, wollten erst den 14. Teil abwarten, bevor sie Maßnahmen veranlassten. Marineminister Frank Knox arrangierte zu diesem Zweck eine Konferenz mit Kriegsminister Henry L. Stimson und Außenminister Cordell Hull für den nächsten Morgen. Auch Admiral Stark, der erst spät am Abend vom Chef des Marinenachrichtendienstes von der Existenz der japanischen Note erfuhr, ordnete lediglich an, ihm am nächsten Morgen die vollständige Note ins Büro zu bringen. Der Generalstabschef der Armee, General George C. Marshall, bekam die Note nicht zu sehen, da er bereits schlief und man ihn nicht wecken wollte. Am nächsten Morgen machte er nach dem Frühstück einen Ausritt und war deshalb längere Zeit nicht zu finden, als man ihm den 14. Teil bringen wollte.
Die Anweisung an die japanische Botschaft in Washington, ihre verbliebenen Codes und die zweite Schlüsselmaschine zu vernichten, kam mit dem Begleittext zum 14. Teil der japanischen Note vom 7. Dezember, der auch die Anweisung enthielt, die Note um Punkt 13:00 Uhr Washingtoner Ortszeit (07:30 Uhr in Pearl Harbor) zu überreichen. Die Übersetzung des Begleittextes erreichte den verantwortlichen Nachrichtenoffizier Lieutenant Commander Alwin D. Kramer um 10:20 Uhr Washingtoner Zeit, knapp drei Stunden vor dem Beginn des Angriffs auf Pearl Harbor. Er leitete die Nachricht sofort weiter, und um ca. 11:30 Uhr befahl General Marshall, sämtliche Kommandeure in Übersee vor möglichen japanischen Aktionen zu warnen, wobei die Philippinen höchste Priorität hätten. Diese Nachricht erreichte Pearl Harbor jedoch nicht rechtzeitig. Sie hatte auch auf den Philippinen und anderen Stützpunkten im Pazifik wie Wake und Guam keine große Wirkung, da die verbleibende Zeit bis zum Beginn des japanischen Angriffs zu kurz war.

## Pearl Harbor am 7. Dezember

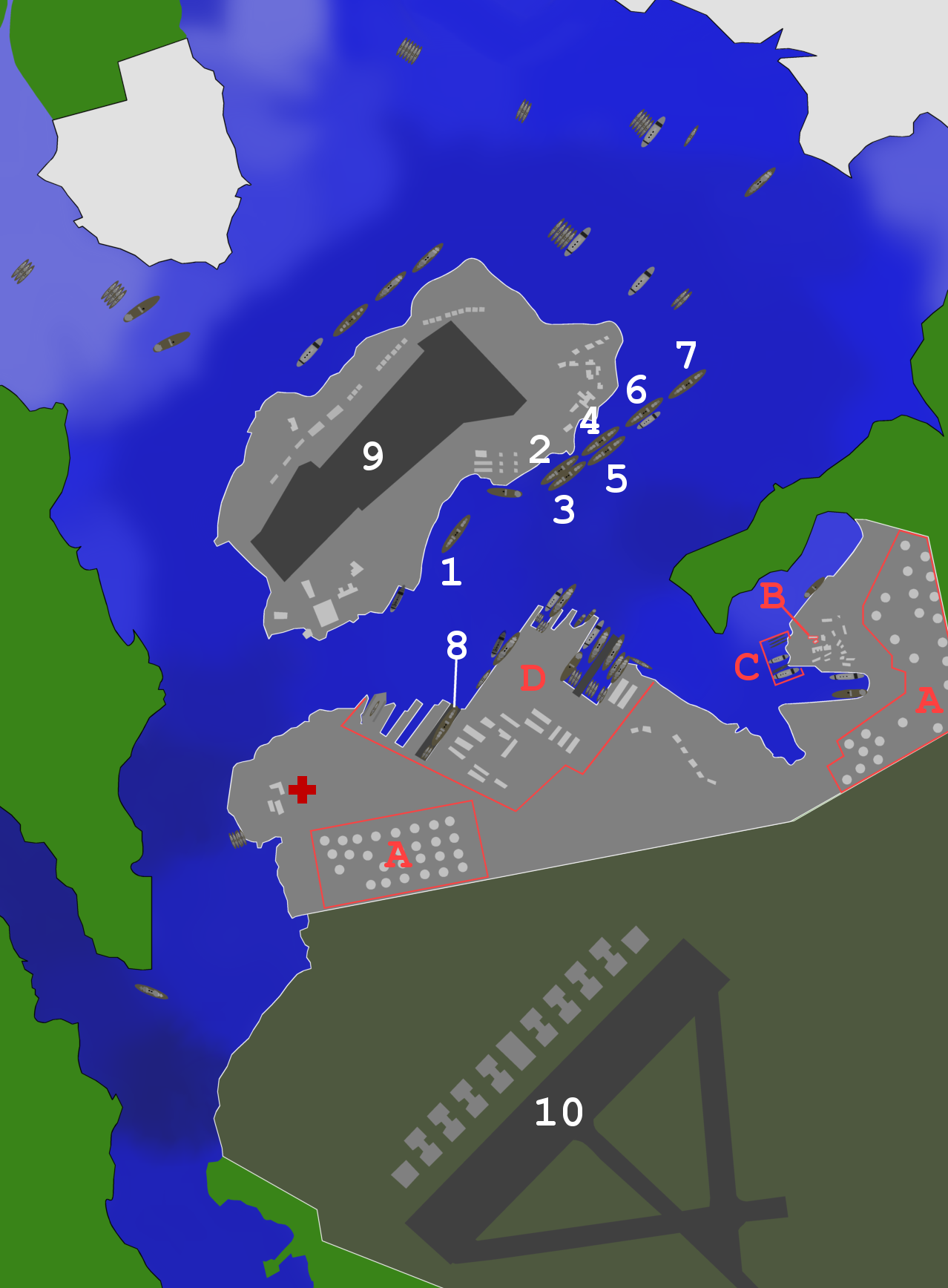
Einrichtungen an Land:
Stadt
Armeebasis
Marinebasis
Wassertiefen:
< 6,5 m
~ 9 m
~ 10 m
~ 11 m
~ 12 m
> 15 m
Angegriffene Ziele:
1: California
2: Maryland
3: Oklahoma
4: Tennessee
5: West Virginia
6: Arizona
7: Nevada
8: Pennsylvania
9: Ford Island NAS
10: Hickam Field
Verschonte Ziele:
A: Öltanks
B: CINCPAC-Hauptquartier
C: Unterseebootbasis
D: Marinewerft

Da in Hawaii nicht ernsthaft mit einem japanischen Angriff gerechnet wurde, waren die Liegeplätze der Schlachtschiffe um Ford Island nicht gesichert. Die Besatzungen hatten größtenteils Landgang. Die Feuer unter den Kesseln der Schiffe waren entweder ganz oder zur Hälfte gelöscht. Ohne Feuer unter den Kesseln konnten die Schiffe keinen Dampf für ihre Maschinen erzeugen und das Anfeuern eines Kessels dauerte mehrere Stunden, bis ausreichender Dampfdruck aufgebaut war.
Für die Verteidigung der Insel selbst war das US-Heer verantwortlich. Auch hier waren die Truppen in keinerlei Weise auf einen Angriff vorbereitet. Die Flakgeschütze waren nicht um die militärischen Anlagen herum verteilt, sondern standen in Depots, da es sich bei den umliegenden Grundstücken um Privatbesitz handelte, deren Besitzer man nicht unnötig verärgern wollte. So hatte man beispielsweise die Heeres-Flak bei der neu gebauten Kāneʻohe Naval Air Station wenige Tage vorher wieder in die Kasernen verlegt. Die Flak-Munition wurde in separaten Munitionsdepots gelagert, diese waren wie alle anderen Munitionsdepots abgeschlossen. Teilweise sollen sich während des Angriffs die Schlüsselinhaber geweigert haben, die Munitionskammern ohne schriftlichen Befehl zu öffnen. Auf Anweisung von General Short waren auf den Flugplätzen sämtliche Flugzeuge von den üblichen Positionen am Rande des Feldes und den Unterständen in die Mitte des Feldes gestellt worden, da man sie so besser gegen Sabotage schützen konnte. Die sechs neuen mobilen Radarstationen, die erst im Oktober 1941 im Hawaii-Territorium eingetroffen waren, arbeiteten nur zwischen 4:00 Uhr und 7:00 Uhr morgens. Die Entscheidung, das Radar nicht rund um die Uhr, sondern nur zu dem wahrscheinlichsten Angriffszeitpunkt einzusetzen, war unter anderem in der Skepsis begründet, die dieser neuen Technologie trotz ihres erfolgreichen Einsatzes in der Luftschlacht um England noch immer entgegengebracht wurde. Dass der Zeitraum zwischen 4:00 Uhr und 7:00 Uhr morgens als wahrscheinlichster Zeitpunkt eines Angriffs galt, zeigte aber auch, dass man sich der Möglichkeit eines Angriffs bewusst war und (durchaus zutreffend) davon ausging, dass ein solcher Angriff zum frühestmöglichen Zeitpunkt nach Sonnenaufgang stattfinden würde. Ein japanischer Angriff galt also nicht als unmöglich, aber auf Grund der aktuellen Lagebeurteilung als äußerst unwahrscheinlich.
Marineeinheiten in Pearl Harbor:
Schlachtschiffe
Nevada, Oklahoma, Pennsylvania, Arizona, Tennessee, California, Maryland, West Virginia
Die Schlachtschiffe lagen bis auf die Pennsylvania, die sich im Trockendock befand, in einer Reihe vor Ford Island in der Hafenmitte vor Anker (Battleship Row). Das neunte Schlachtschiff der Pazifikflotte, die Colorado, befand sich in Bremerton, wo sie im Puget Sound Naval Shipyard aufgerüstet wurde.
Flugzeugträger
Keine.
Der Flugzeugträger Enterprise sollte am 6. Dezember einlaufen, er hatte mit drei Kreuzern und neun Zerstörern eine Staffel Jagdflugzeuge nach Wake Island transportiert (eine damals nicht ungewöhnliche Aufgabe für einen Flugzeugträger). Der Verband musste jedoch auf dem Weg durch einen Sturm laufen, was zu einer Verspätung von 24 Stunden und einem Einlaufen erst am Nachmittag des 7. führte. Die Lexington transportierte mit drei Kreuzern und fünf Zerstörern eine weitere Jagdstaffel nach Midway. Da die Verlegung der beiden Staffeln jedoch nach Möglichkeit geheim gehalten werden sollte, befanden sich die Träger offiziell auf Übungsmissionen. Teilweise hat sich diese Tarngeschichte bis zum heutigen Tag gehalten; in nicht wenigen Artikeln und Büchern steht noch immer, dass die Träger kurz vor dem Angriff (die Lexington lief am 5. Dezember aus) den Hafen zum Üben verließen. Allerdings war vorher zumindest für die Enterprise tatsächlich die Teilnahme an einer Übung mit der ersten Schlachtschiffdivision (Arizona, Nevada und Oklahoma) in diesem Zeitraum geplant worden. Die Übung fand dann ohne sie statt, und die Schlachtschiffe liefen am 5. Dezember wieder in Pearl Harbor ein.
Der letzte der drei Träger der Pazifikflotte, die Saratoga, war nach einem Werftaufenthalt in Bremerton auf dem Weg nach San Diego.
Kreuzer
Raleigh, Detroit, Phoenix, Honolulu, St. Louis, Helena, New Orleans, San Francisco
Zerstörer
Ward (außerhalb des Hafens), Helm, Phelps, MacDonough, Worden, Dewey, Hull, Monaghan, Farragut, Dale, Aylwin, Henley, Patterson, Ralph Talbot, Selfridge, Case, Tucker, Reid, Conyngham, Blue, Allen, Chew, Shaw, Downes, Cassin, Mugford, Jarvis, Schley, Cummings, Bagley
U-Boote
Narwhal, Dolphin, Cachalot, Tautog
Minenleger
Oglala, Gamble, Ramsay, Montgomery, Breese, Tracy, Preble, Sicard, Pruitt
Minensucher
Zane, Wasmuth, Trever, Perry, Turkey, Bobolink, Rail, Tern, Grebe, Vireo, Cockatoo, Crossbill, Condor, Reedbird
Kanonenboote
Sacramento
Schnellboote
PT-20, PT-21, PT-22, PT-23, PT-24, PT-25; auf dem Kai befanden sich PT-26 und PT-28; an Deck des Tankers Ramapo PT-27, PT-29, PT-30 und PT-42
Zerstörer-Tender
Dobbin, Whitney
Seeflugzeug-Tender
Curtiss, Tangier, Avocet, Swan (im Dock), Hulbert, Thornton
Munitionsschiffe
Pyro
Tanker
Ramapo, Neosho
Werkstattschiffe
Medusa, Vestal, Rigel
U-Boot-Tender
Pelias
U-Boot-Rettungsschiff
Widgeon
Hospitalschiffe
Solace
Frachtschiffe
Vega (in Honolulu), Castor, Antares (beim Einlaufen nach Pearl Harbor)
Schlepper
Ontario, Sunnadin, Keosanqua (vor Pearl Harbor), Navajo (18 km außerhalb Pearl Harbors)
Hilfsschiffe
Utah, Argonne, Sumner
Das japanische Oberkommando war über die Schiffe im Hafen informiert, da das japanische Konsulat in Hawaiʻi seine Beobachtungen des Hafens kontinuierlich nach Tokio meldete (derartige Beobachtungen gehörten zu den Standardaufgaben der Konsulate aller Länder). Von Tokio aus wurden die Meldungen an die Flotte (und damit Nagumo) weitergeleitet. Damit wurde (im Bereich des Möglichen) sichergestellt, dass die Pazifikflotte in Pearl Harbor war und Nagumo nicht einen leeren Hafen angriff. Allerdings wussten sowohl Nagumo als auch das japanische Oberkommando bereits 24 Stunden vor dem Angriff, dass keine Flugzeugträger vor Ort waren.

## Der Angriff

### Vorbereitungen
Am Abend des 6. Dezember verringerte die anlaufende Kidō Butai ihre Geschwindigkeit auf etwa 25 Knoten. Vizeadmiral Nagumo richtete einen letzten Rundspruch von der Akagi an alle seine Einheiten. Mit den Worten: „Das Schicksal des Reiches hängt von dieser Operation ab. Jeder Mann muss sich seiner speziellen Aufgabe total hingeben.“ schwor er die Schiffsbesatzungen und speziell die Besatzungen der Flugzeugstaffeln, die den Angriff fliegen sollten, noch einmal ein.
Gegen 21 Uhr hatte die Flotte den 158. Meridian erreicht und war noch etwa 910 Kilometer nördlich von Hawaii. Heftige Winde hatten während der zwölftägigen Fahrt die gehissten Flaggen zerrissen und mehr als zehn Seeleute waren über Bord gespült worden. Doch alles verlief nach Plan, da die Flotte bisher nicht von anderen Schiffen oder Aufklärungsflugzeugen gesichtet worden war.

### Anflug
Die erste japanische Angriffswelle mit 183 Maschinen startete um 06:10 Uhr Ortszeit am Morgen des 7. Dezember 1941 etwa 230 Seemeilen (400 Kilometer) nördlich von Oʻahu. Sie brauchte allerdings 20 Minuten länger als geplant, um sich über den Trägern zu formieren. Sechs nicht rechtzeitig gestartete Maschinen blieben zurück und starteten eine Stunde später mit der zweiten Welle. Die Besatzungen der Träger verabschiedeten die startenden Maschinen mit Banzai-Rufen. Zur gleichen Zeit starteten vom amerikanischen Flugzeugträger Enterprise, der sich rund 370 Meilen westlich von Pearl Harbor befand, 18 SBD Dauntless, die nach Ford Island vorausfliegen sollten.
Zum ersten Zusammenstoß zwischen den Streitkräften Japans und der Vereinigten Staaten kam es um 06:37 Uhr Ortszeit vor dem Hafeneingang. In der Nacht wollte man bereits von Bord des Minensuchers Condor ein Periskop in der Nähe der Hafeneinfahrt gesehen haben und hatte den vor der Hafeneinfahrt patrouillierenden Zerstörer Ward alarmiert. Dieser konnte jedoch kein U-Boot finden. Gegen 06:30 Uhr meldete dann auch das Versorgungsschiff Antares die Sichtung eines U-Boots, worauf die Marine ein PBY-Catalina-Flugboot startete, das die Ward unterstützen sollte. Gegen 06:45 Uhr fand und versenkte die Ward das U-Boot mit Geschützfeuer und Wasserbomben. Es handelte sich dabei um eines von fünf japanischen Kleinst-U-Booten des U-Boot-Spezialverbandes, die versuchen sollten, in den Hafen einzudringen. Wenige Minuten später meldete die Catalina die Versenkung eines weiteren U-Boots vor der Hafeneinfahrt. Der Kommandant der Ward, Lieutenant Outerbridge, der erst zwei Tage zuvor die Ward als sein erstes Kommando übernommen hatte, sendete eine verschlüsselte Nachricht an den Kommandeur des 14. Marinedistrikts, um diesen zu informieren, dass er in der Hafenverteidigungszone ein U-Boot bekämpfe. Verzögert durch den routinemäßigen Entschlüsselungsprozess (inklusive Textumformulierung, damit ein in falsche Hände gelangender Klartext nicht zum Einbruch in den verwendeten Code benutzt werden konnte) erreichte die Nachricht gegen 07:15 Uhr die diensthabenden Offiziere und wurde von dort bis zu Admiral Kimmel weitergeleitet. Angesichts zahlreicher falscher U-Boot-Meldungen in den vorherigen Wochen wollte Kimmel jedoch eine Bestätigung der Meldung abwarten, bevor er Maßnahmen traf.
Um 07:02 Uhr entdeckten die beiden Radarbeobachter der Opanah Radar-Station eine Gruppe von 50 oder mehr Flugzeugen in 130 Meilen Entfernung, die sich aus Norden näherten. Die Opanah-Radar-Station war eine von sechs der neuen mobilen Radaranlagen der Armee, die seit weniger als einem Monat auf Oʻahu eingesetzt wurden. Es waren Geräte vom Typ SCR-270, eine Variante mit größerer Reichweite der Baureihe SCR-268. Nach einer kurzen Diskussion riefen sie die Informationszentrale in Fort Shafter an und meldeten die Ortung sich nähernder Flugzeuge, ohne allerdings die Anzahl der georteten Maschinen zu erwähnen. Der Bericht wurde von einem Leutnant entgegengenommen, der erst zum zweiten Mal Dienst in der Informationszentrale tat und nicht weiter nachfragte. Er wusste, dass eine Gruppe von Bombern des Typs B-17 Flying Fortress erwartet wurde, und glaubte, dass diese Maschinen geortet worden waren. Da er diese als vertraulich eingestufte Information aber nicht den Radarbeobachtern mitteilen durfte, sagte er ihnen lediglich, dass sie ihren Dienst beenden (das Radar war immer nur zwischen 4 und 7 Uhr in Betrieb) und sich um die Flugzeuge keine Sorge machen sollten („Don’t worry about it.“).

### Erster Angriff
Die erste japanische Angriffswelle mit insgesamt 183 Sturzkampf- und Torpedobombern erreichte Pearl Harbor, ohne auf Widerstand zu stoßen, und setzte sich aus 3 Gruppen zusammen:
1. Gruppe: 50 „Kates“ (Nakajima B5N, 1 nicht gestartet), zur Höhenbombardierung der Schlachtschiffe und 40 des gleichen Typs für den Angriff auf die Flugzeugträger und Schlachtschiffe mit Torpedos
2. Gruppe: 54 „Vals“ (Aichi D3A, 3 nicht gestartet), um im Sturzflug Bomben auf Ford Island und Wheeler Field abzuwerfen
3. Gruppe: 45 „Zeros“ (Mitsubishi A6M, 2 nicht gestartet), um gegnerische Maschinen in der Luft und am Boden auf Ford Island, Hickham Field, Wheeler Field, Barber’s Point und der Naval Air Station Kaneohe Bay zu zerstören
Auf dem Weg hatte sie mehrere amerikanische Flugzeuge abgeschossen. Wenigstens einer dieser Maschinen gelang es noch, einen Funkspruch zu senden, dessen Inhalt aber schwer verständlich war. Um 07:49 Uhr befahl der Kommandant der Angriffswelle, Fregattenkapitän Fuchida Mitsuo, den Angriff in der Variante für vollständige Überraschung durchzuführen, mit den Torpedobombern zuerst. Sein Funker sendete darauf dreimal das entsprechende Signal, bestehend aus to für totsugeki (Angreifen) und ra für raigeki (Blitz): Blitz-/Überraschungsangriff. Das Signal to ra, to ra, to ra wurde auch auf dem Trägerverband empfangen, der dadurch wusste, dass die Überraschung geglückt war. Amerikanische Funker hörten es ebenfalls, sie verstanden jedoch tora, das japanische Wort für Tiger. Dies führte dazu, dass der Funkspruch als Tora, tora, tora bekannt wurde.
Der Angriff auf den Hafen begann um 07:54 Uhr durch 24 Torpedobomber vom Typ “Kate” (Nakajima B5N2 Type 97-3). Drei Minuten später schickte die dortige Funkstation an alle Stationen die Warnung „Luftangriff auf Pearl Harbor. Dies ist keine Übung“. Die Nachricht wurde auch in Washington empfangen und bereits wenige Minuten nach dem Beginn des Angriffs dem Marineminister Frank Knox mitgeteilt. Fixiert auf die Philippinen wie der Rest der Führungsetage, wollte dieser es zuerst nicht glauben: „Das kann nicht stimmen, die müssen die Philippinen meinen“ (My God! This can’t be true, this must mean the Philippines.).
Die japanischen Streitkräfte hatten zunächst Schwierigkeiten, sich zu formieren. Eine Signalrakete sollte den Piloten signalisieren, dass sie immer noch unentdeckt waren. Viele sahen sie jedoch nicht und in dem Chaos griffen alle Bomber gleichzeitig an. 24 der Torpedobomber griffen die an der Ostseite von Ford Island liegenden amerikanischen Schlachtschiffe an. Der Nevada gelang es, zwei angreifende Maschinen abzuschießen, bevor sie von einem Torpedo und zwei Bomben getroffen wurde. Die California erhielt zwei Torpedo- und zwei Bombentreffer, einer der Bombentreffer brachte ein Magazin mit Flakmunition zur Explosion. Da nicht alle wasserdichten Schotten gesichert waren, kam es zu schweren Wassereinbrüchen, die man nicht unter Kontrolle bekam, weshalb das Schiff schließlich aufgegeben werden musste. Auf der Oklahoma erzielten die ersten angreifenden Maschinen drei Torpedotreffer, nach denen das Schiff zu kentern begann. Während des Kenterns schlugen noch mindestens zwei weitere Torpedos in Bordwand und Aufbauten des Schlachtschiffs ein. Über 400 Matrosen wurden unter Deck eingeschlossen, 32 von ihnen konnten in den folgenden Tagen aus dem Wrack befreit werden. Die West Virginia wurde von mindestens sechs Torpedos getroffen, doch durch schnelles Gegenfluten wurde ein Kentern des Schiffes verhindert, die West Virginia sank auf ebenem Kiel. Zusätzlich wurde sie von zwei Bomben getroffen, die einen Brand auf dem Achterdeck auslösten. Splitter eines Bombentreffers auf der benachbarten Tennessee verletzten den Kommandanten, Captain Mervyn Sharp Bennion, tödlich. Die Arizona wurde vermutlich von einem Torpedo getroffen, der unter dem neben ihr liegenden Werkstattschiff Vestal durchgelaufen war, bevor um 08:10 Uhr eine Panzersprengbombe zwischen den beiden vorderen Haupttürmen einschlug. Die Bombe löste eine Kettenreaktion aus, die zur Explosion der vorderen Hauptmagazine mit über 450 Tonnen Pulver führte. Durch die gewaltige Explosion wurde das Schlachtschiff fünf bis sechs Meter angehoben, wodurch es in zwei Teile zerbrach. Der vordere Teil des Schiffes wurde praktisch vollständig zerstört, zusätzlich entzündete die Explosion ausgelaufenes Öl auf der Wasseroberfläche. Dabei starben 1177 der 1400 Mann starken Besatzung, die Hälfte aller amerikanischen Toten des Angriffs, darunter auch der Kommandant Franklin Van Valkenburgh und Konteradmiral Isaac C. Kidd. Die Arizona brannte noch zwei Tage nach dem Angriff. Die auf der Innenseite der Battleship Row liegenden Schlachtschiffe Maryland und Tennessee wurden vergleichsweise leicht beschädigt; von Torpedos konnten sie nicht getroffen werden, da auf der einen Seite Ford Island und auf der anderen Seite die außen liegenden Schlachtschiffe Oklahoma und West Virginia im Weg waren. Beide Schiffe wurden von je zwei Bomben getroffen, auf der Tennessee fielen dadurch zwei der zwölf 356-mm-Geschütze aus. Die nach der Explosion der Arizona aufsteigenden dichten Rauchwolken erschwerten den japanischen Bombenschützen das Zielen auf die beiden Schiffe. Das Achterschiff der von den gesunkenen Schiffen eingeklemmten Tennessee erlitt starke Schäden durch Hitzeeinwirkung, da es zwei Tage lang im brennenden Öl der Arizona lag.
Gleichzeitig griffen die restlichen 16 Torpedobomber die Nordwestseite von Ford Island an, wo sich auch die Liegeplätze der Flugzeugträger befanden. Dort lagen aber nur die Kreuzer Detroit und Raleigh, der Seeflugzeug-Tender Tangier (AV-8) sowie das zum Schulschiff für Flugabwehrkanoniere umgebaute alte Schlachtschiff Utah. Gemäß dem Befehl, nur Schlachtschiffe und Träger anzugreifen, drehten die meisten der Bomber ab, einige führten den Angriff trotzdem durch. Möglicherweise identifizierten sie die Schiffe falsch und hielten die Utah für eines der neueren Schlachtschiffe, die es auszuschalten galt. Die Utah wurde von zwei Torpedos getroffen und kenterte nach zehn Minuten. Die Raleigh erhielt einen Torpedotreffer, konnte aber mit einiger Mühe über Wasser gehalten werden. Die restlichen Torpedobomber überflogen Ford Island und setzten danach zu einem Angriff auf die Schlachtschiffe an, bis auf eine Maschine, die ihren Torpedo auf den Kreuzer Helena abwarf. Der Torpedo lief unter dem neben der Helena liegenden Minenleger Oglala hindurch und traf den Kreuzer mittschiffs, wodurch ein Maschinenraum überflutet wurde. Die Detonation fügte der Oglala so schwere Schäden zu, dass sie zwei Stunden später kenterte.
Wenige Minuten später ab 8:05 Uhr überflogen 49 „Kate“-Bomber (ein Ausfall) die in „2er-Päckchen“ aufgereihten Schlachtschiffe und bombardierten sie aus ca. 3.000 Meter Höhe. Die Bomben sollten dadurch an Wucht gewinnen, um die gepanzerten Oberdecks der Schiffe zu durchschlagen. Durch die große Höhe und weil die Maschinen in 5-er Formation flogen und alle Bomben gleichzeitig abwarfen, sank die Treffergenauigkeit allerdings drastisch. Nur 8 dieser 800-kg-Bomben trafen ins Ziel.
Gleichzeitig griffen Sturzkampfbomber und Jäger die Flugplätze Ewa, Hickam Field, Wheeler Field, Ford Island und Kāneʻohe an. Besonders auf den Armee-Flugplätzen Hickam und Wheeler waren die nebeneinander aufgereihten amerikanischen Maschinen leichte Ziele, aber auch den anderen Flugplätzen erging es nicht viel besser. Neben Bellows Field, das nur von einem einzigen Jäger beschossen wurde, blieb nur der kleine Flugplatz Haleʻiwa verschont. Der Großteil der Flugzeuge wurde am Boden zerstört oder beschädigt. Es gelang nur, eine Handvoll amerikanischer Jäger der Typen P-36 Hawk und P-40 Warhawk zu starten. Am erfolgreichsten waren die Piloten Kenneth M. Taylor und George Welch, die während des Angriffs zweimal landeten, um neue Munition zu fassen, und insgesamt sechs japanische Maschinen abschossen. Während des Angriffs trafen auch die erwarteten B-17-Bomber ein, die aber keine Bordwaffen und nach dem langen Flug auch keine Treibstoffreserven mehr hatten. Es blieb ihnen nichts anderes übrig, als mitten im Angriff irgendwo die Landung zu versuchen, was allen elf Maschinen trotz der Angriffe japanischer Jäger gelang (einer der Bomber landete auf einem Golfplatz). Weniger Glück hatten die ebenfalls eintreffenden Maschinen vom Flugzeugträger Enterprise. Sie wurden nicht nur von japanischen Jägern, sondern auch von der amerikanischen Flak beschossen und verloren dabei sechs der 18 Bomber.
Nachdem die letzten Maschinen der ersten Welle abgeflogen waren, kam es zu einer kurzen Ruhepause. Mehrere amerikanische Schiffe liefen aus dem Hafen aus, um den relativen Schutz der offenen See zu erreichen, die meisten von ihnen ohne vollständige Besatzung. So lief beispielsweise der Zerstörer Blue unter dem Kommando von vier Ensigns aus, kein Stammoffizier war an Bord. Auf dem Weg zur Hafenausfahrt sahen Besatzungsmitglieder des Kreuzers St. Louis plötzlich zwei Torpedos auf das Schiff zulaufen, die jedoch an einem Unterwasserhindernis explodierten. Wahrscheinlich wurden sie von einem der japanischen Kleinst-U-Boote abgeschossen. Der Zerstörer Helm sichtete ein weiteres Kleinst-U-Boot an der Hafenausfahrt, sein Angriff auf das Boot blieb erfolglos, aber das U-Boot strandete auf einem Riff. Eines der beiden Besatzungsmitglieder ertrank, das andere, Leutnant Sakamaki Kazuo, wurde der erste japanische Kriegsgefangene der Amerikaner. Auch der Zerstörer Monaghan (DD-354) sichtete beim Auslaufen ein U-Boot im Hafenbecken, das er mit Wasserbomben versenkte. Von den Schlachtschiffen war die Nevada das einzige, das es schaffte abzulegen, da die Maryland und Tennessee durch die gesunkenen Oklahoma und West Virginia blockiert waren.

### Zweiter Angriff

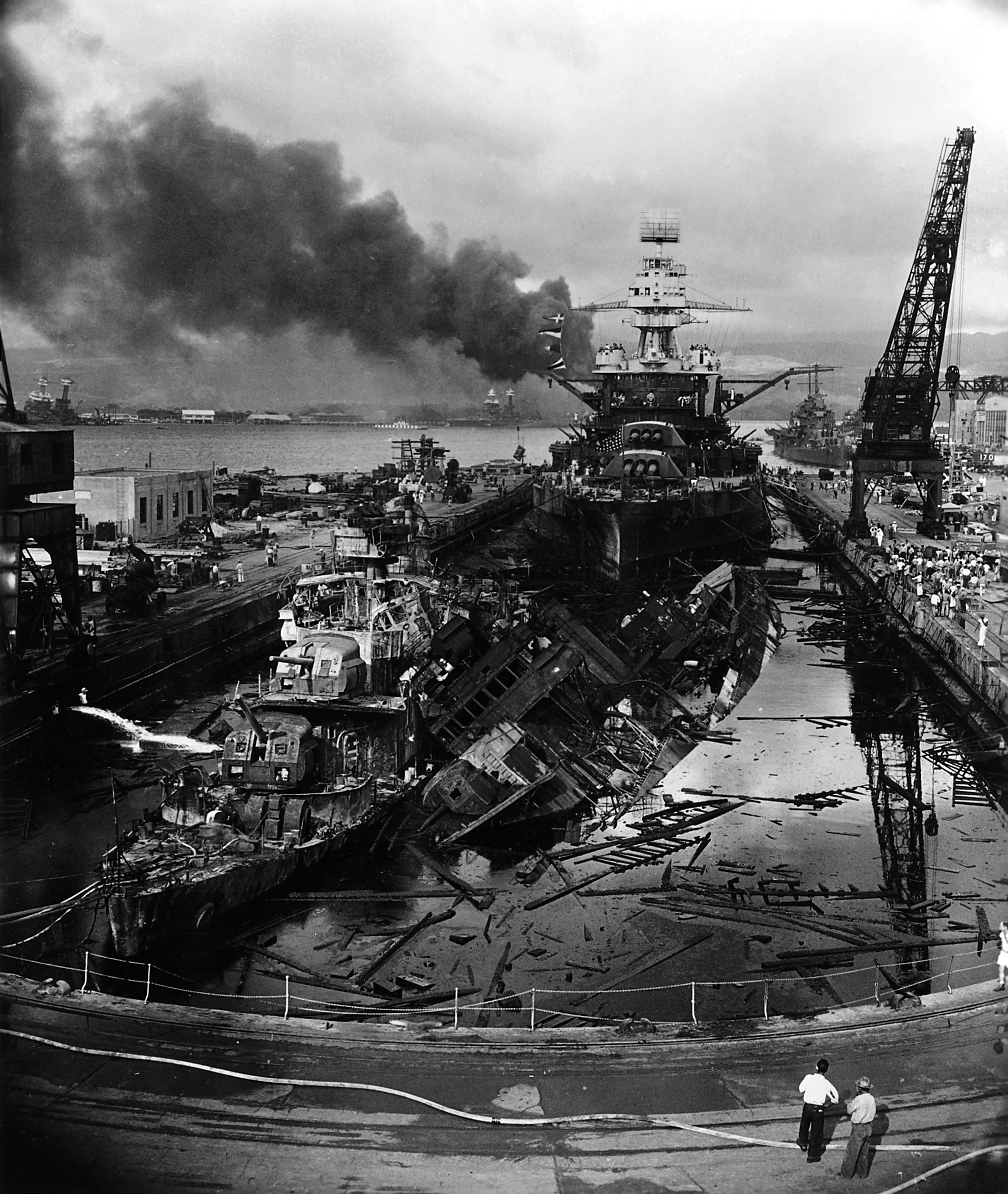
Die Wracks der Zerstörer Cassin und Downes vor der Pennsylvania

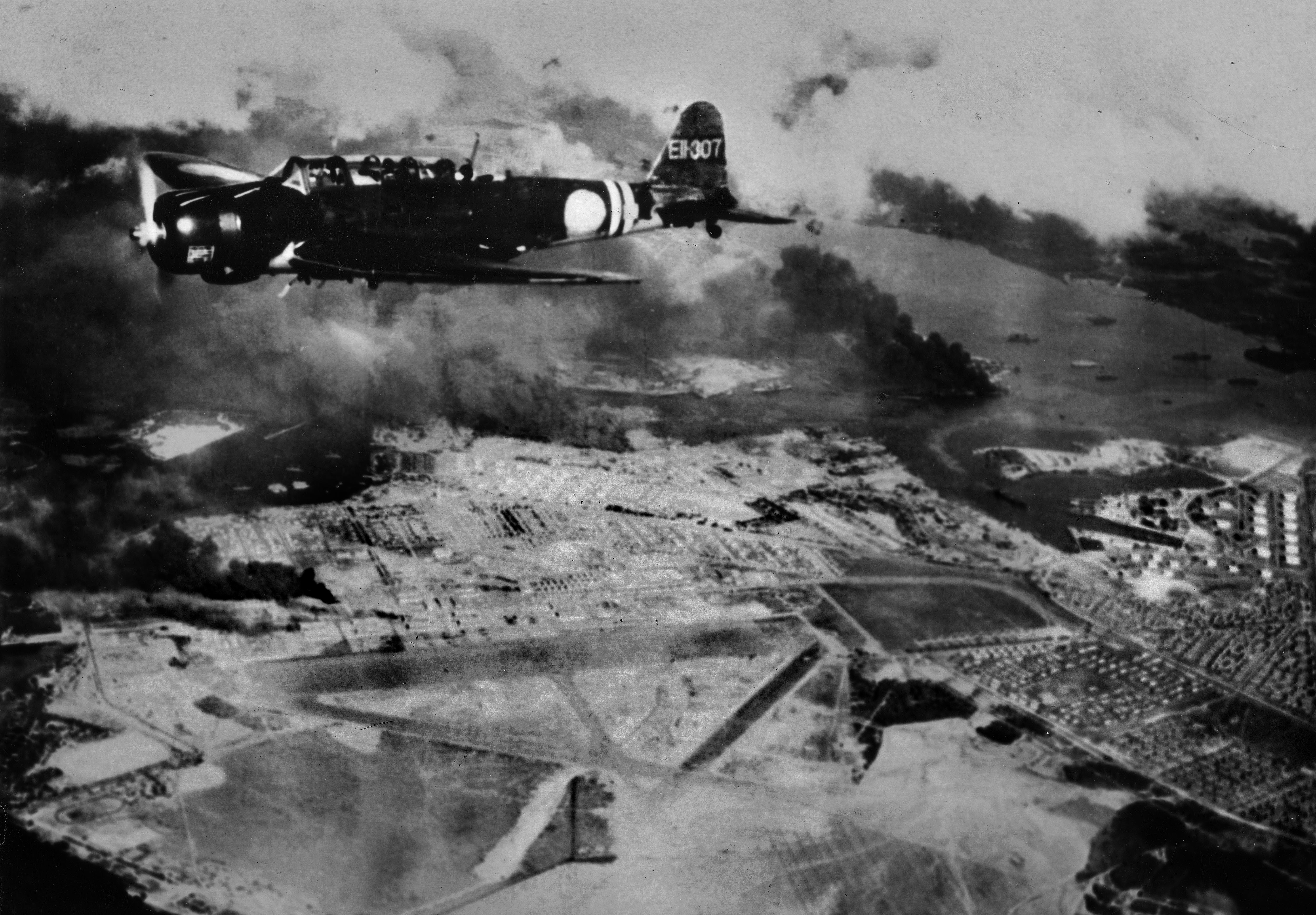
B5N2 Bomber „Kate“ beim Angriff auf Hickam Field

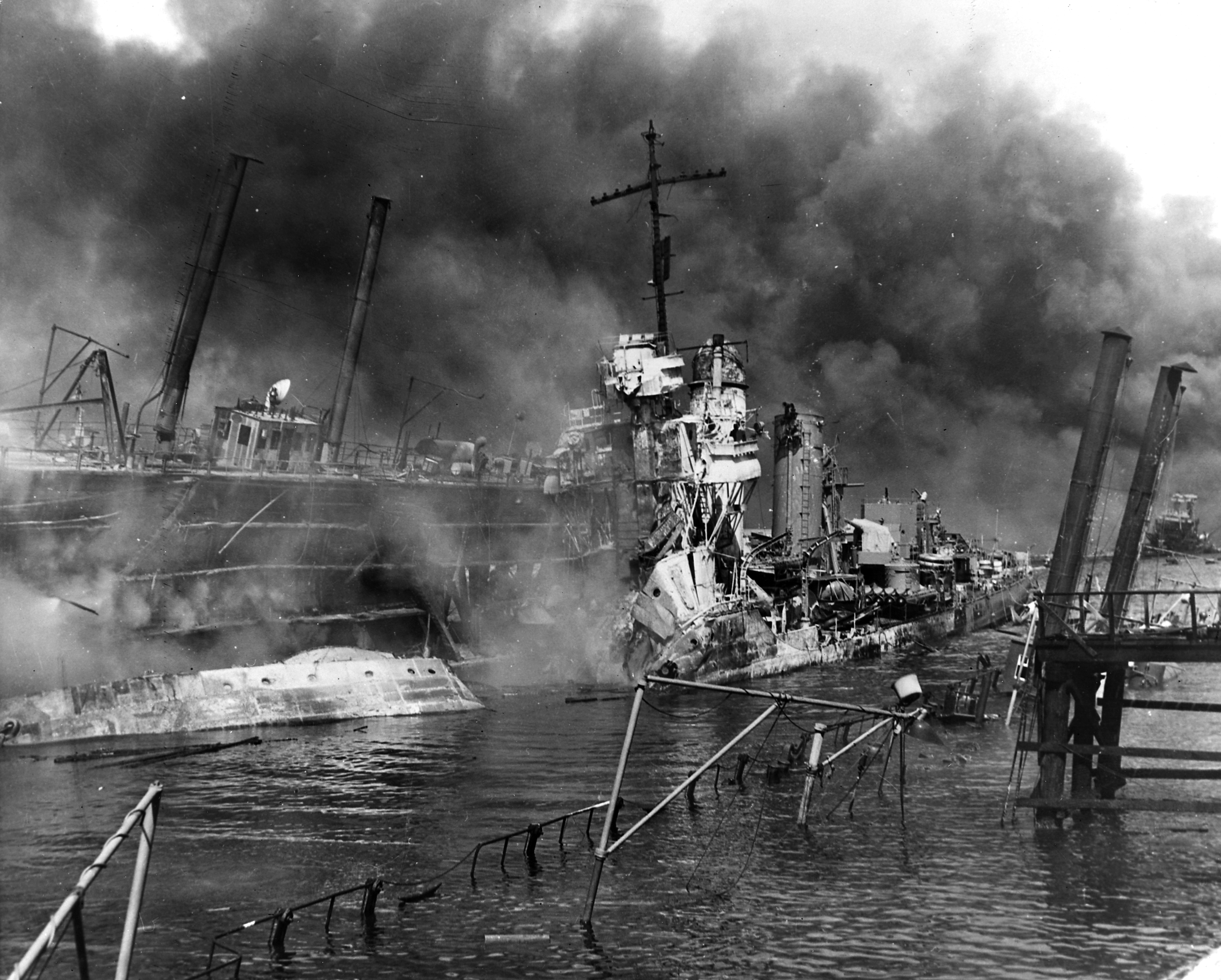
Das Wrack des Zerstörers USS Shaw im zerstörten Schwimmdock YFD-2

Die Nevada hatte das Hafenbecken noch nicht verlassen, als um 8:50 Uhr die aus 167 Sturz- und Horizontalbombern bestehende zweite japanische Angriffswelle eintraf und zwar in folgender Gruppierung:
1. Gruppe: 54 „Kates“ (Nakajima B5N), angesetzt auf Flugzeuge und Hangars – 27 davon auf die Naval Air Station Kaneohe Bay, Ford Island und Barbers Point und 27 auf das Hickam Field
2. Gruppe: 81 „Vals“ (Aichi D3A) (3 nicht gestartet), welche die Flugzeugträger und Kreuzer im Visier hatten
3. Gruppe: 36 „Zeros“ (Mitsubishi A6M) (1 nicht gestartet), Ziel: in der Luft und auf dem Boden befindliche Flugzeuge auf Ford Island, Hickam Field, Wheeler Field, Barber's Point und die Naval Air Station Kaneohe Bay
Die Angreifer hofften, das Schlachtschiff im engen Zufahrtskanal zu versenken und damit den Hafen zu blockieren. Sie erzielten mindestens fünf direkte Treffer, von denen zwei Löcher in den Rumpf schlugen. Als klar wurde, dass die Nevada nicht durch den Kanal gelangen würde, entschlossen sich die kommandierenden Offiziere abzudrehen und setzten das Schlachtschiff am Hospital Point auf Grund.
Das Schlachtschiff Pennsylvania befand sich während des Angriffs im Trockendock, zusammen mit den Zerstörern Cassin und Downes, die nebeneinander vor dem Schlachtschiff lagen. Die erste japanische Angriffswelle übersah die Pennsylvania vollständig, erst die Maschinen der zweiten Welle entdeckten und bombardierten sie. Dabei erzielten sie jedoch nur einen einzigen Treffer, der einige Geschütze mittschiffs ausschaltete, aber ansonsten nur geringe Schäden verursachte. Die beiden Zerstörer wurden jedoch von mehreren für die Pennsylvania bestimmten Bomben getroffen, deren Fragmente ihre Rümpfe durchlöcherten und das aus ihren Treibstofftanks auslaufende Öl entzündeten. Die zahlreichen Brände sowie explodierende Munition richteten schwere Schäden an den Rümpfen der Zerstörer an, die Rümpfe wurden durch die entstehenden strukturellen Schäden praktisch zerstört. Auch am Bug der Pennsylvania entstand durch das Feuer ein allerdings eher oberflächlicher Schaden. Während des Angriffs wurde das Dock zur Hälfte geflutet, dadurch sollten im Falle der Zerstörung des Außentors des Docks Schäden durch hereinbrechendes Wasser verhindert werden. Die Cassin schwamm dabei teilweise auf und kippte gegen die Seite der Downes. Der in der Nähe in einem Schwimmdock liegende Zerstörer Shaw wurde dreimal im Vorschiff getroffen. Die resultierenden Brände bekam man nicht unter Kontrolle, sodass eine halbe Stunde später die vorderen Magazine des Zerstörers detonierten. Durch die Explosion wurde das Schwimmdock versenkt, außerdem verlor die Shaw ihren gesamten Bug, dessen Trümmer bis zu 800 Meter weit flogen.
Andere Bomber der zweiten Welle griffen vereinzelt verschiedene Schiffe im Hafen an, so wurden die Raleigh und die Curtiss von je einer Bombe getroffen. Auch die Flugplätze wurden erneut bombardiert. Gegen 9:45 Uhr drehten die letzten japanischen Maschinen ab und kehrten zu ihren Flugzeugträgern zurück. Als eine der letzten Maschinen landete um 13:00 Uhr Fregattenkapitän Fuchida, der während des gesamten Angriffs über in Pearl Harbor geblieben war, um die entstandenen Schäden zu beobachten. Nachdem Admiral Nagumo seine erste Beurteilung gehört hatte, befahl er um 13:30 Uhr den Rückzug ohne einen weiteren Angriff.
Amerikanische Aufklärer, die nach dem Angriff starteten, suchten im Norden nach dem japanischen Verband, konnten ihn aber nicht finden, da er viel weiter nördlich als angenommen stand. Daraufhin wurde vermutet, dass der beobachtete An- und Abflug der Japaner aus Richtung Norden nur eine Finte war und die japanischen Träger westlich oder südlich von Hawaii standen.
Verantwortlich für diese Fehleinschätzung waren die zu diesem Zeitpunkt noch unbekannten Reichweiten der japanischen Trägerflugzeuge, welche die ihrer amerikanischen Gegenstücke weit übertrafen. Während die japanischen Kate, Val und Zero Reichweiten von über 1500 km hatten, hatte der amerikanische Sturzkampfbomber SBD Dauntless eine Reichweite von 1200 km, der Torpedobomber TBD Devastator schaffte mit einem Torpedo ausgerüstet sogar nur 700 km (1150 km mit einer 453-kg-Bombe). Die reine Flugstrecke für Hin- und Rückflug nach Pearl Harbor vom 400 km entfernten Startpunkt betrug schon 800 km. Zusätzlich flogen die meisten Maschinen nach dem Start zuerst im Kreis, während sie sich über den Trägern formierten und auf die restlichen Maschinen warteten. Auch während der Landung wurde zusätzlicher Treibstoff verflogen, da immer nur ein Flugzeug zur gleichen Zeit landen konnte und die anderen entsprechend lange warten mussten. Bei der Schlacht um Midway starteten die amerikanischen Träger ihre Maschinen erst, nachdem sie sich auf 200 km an ihr Ziel angenähert hatten. Dass die Japaner aus der doppelten Entfernung starten konnten, konnte man sich nicht vorstellen, weshalb die amerikanischen Aufklärer zu früh abdrehten. Diese Fehleinschätzung der Reichweiten führte in den folgenden Monaten auf Seiten der Alliierten immer wieder zu der falschen Annahme, japanische Flugzeugträger müssten in der Nähe sein, wenn japanische Flugzeuge dieser Typen an Orten gesichtet wurden, die nach fester Überzeugung der alliierten Kommandeure außerhalb der Reichweite japanischer Flugplätze lagen.

## Nagumos Entscheidung zum Rückzug

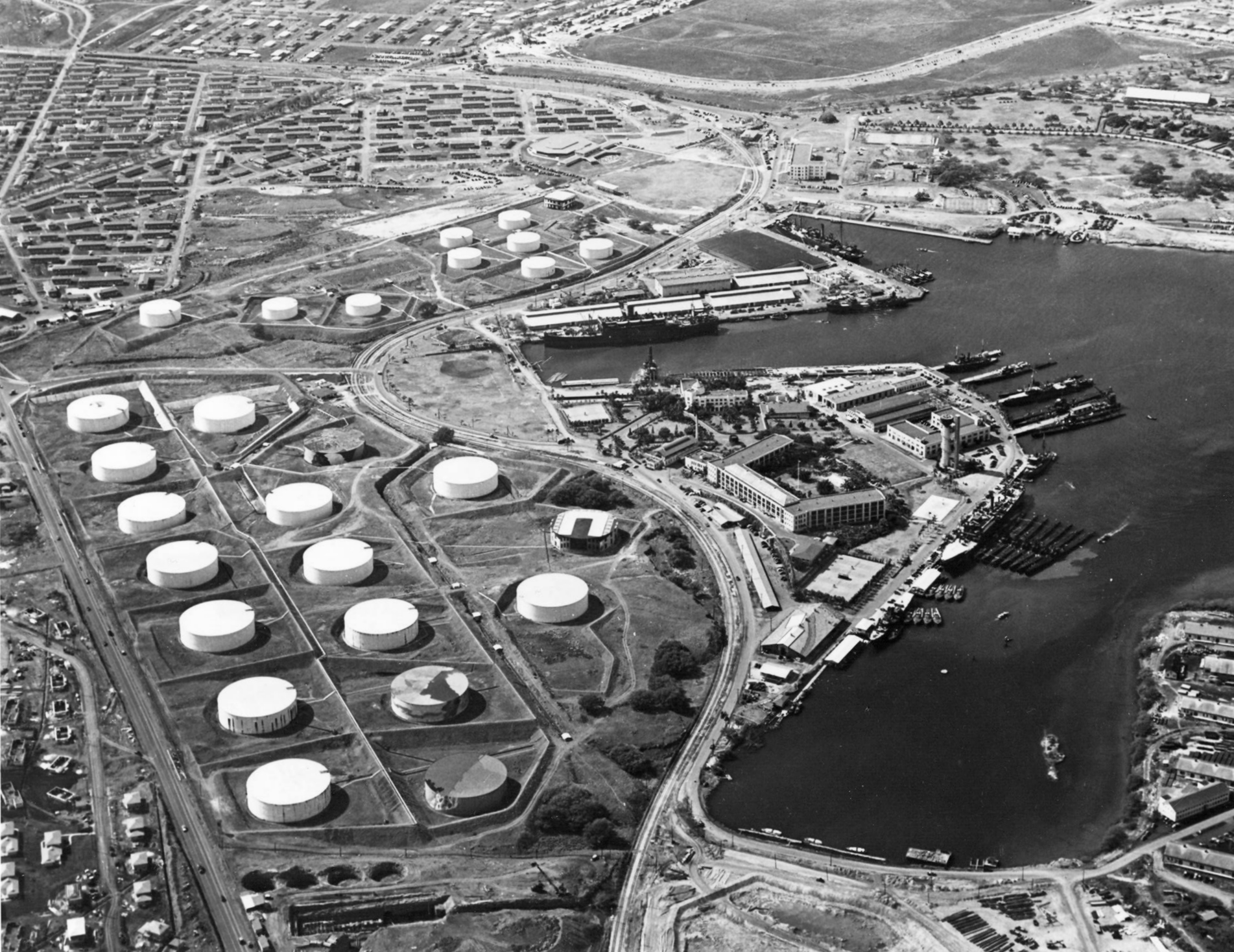
Die U-Boot-Basis mit den daneben liegenden Treibstofftanks

Nach der ursprünglichen Planung hätte auf die ersten beiden Angriffswellen mindestens eine weitere folgen sollen, um die Werftanlagen und Treibstofftanks zu zerstören. Der Verlust dieser Anlagen und Vorräte hätte Operationen der US-Streitkräfte im Pazifik in den folgenden Monaten massiv eingeschränkt. Angesichts des Kriegsverlaufs sind viele Historiker der Auffassung, dass das Ausschalten von Pearl Harbor als Flottenstützpunkt für die USA ein weit schwererer Verlust gewesen wäre als die ausgeschalteten Schlachtschiffe.
Auf dem Träger Akagi traf sich Nagumo nach Rückkehr der Flugzeuge mit seinen Stabsoffizieren und den Geschwaderkommandanten der zurückgekehrten Angriffswellen, um das weitere Vorgehen zu besprechen. Fuchida Mitsuo, Kommandant der ersten Angriffswelle und bis zum Abflug der zweiten Welle über dem Hafen kreisend, erläuterte die Ergebnisse des Angriffs. Er erklärte, dass vier Schlachtschiffe gesunken und drei schwer beschädigt seien sowie eins nicht voll getroffen und damit das Angriffsziel der beiden Angriffswellen erreicht worden sei. Fuchida und Yamaguchi Tamon, Kommandeur der 2. Trägerdivision, plädierten für eine dritte und vierte Angriffswelle, um, wie geplant, auch die Werften und Öltanks zu zerstören. Die Forderung nach weiteren Angriffen wird von Historikern teils bestritten. Genda Minoru, der Planer des Angriffs, war dafür, die Träger nicht abzuziehen, sondern einige Tage vor Ort auf die zurückkehrenden US-Träger zu warten. Der Historiker Takuma Melber vermutet, dass Yamamoto, Oberbefehlshaber der Vereinigten Flotte, nicht gezögert hätte, die US-Träger zu suchen. Dennoch entschloss sich Admiral Nagumo, die dritte Welle nicht zu starten, sondern sich zurückzuziehen.
Zum Zeitpunkt der Entscheidung Nagumos befand sich der Träger Enterprise bereits in Angriffsentfernung. Neun Rotten mit 18 Dauntless-Sturzkampfbombern der USS Enterprise gerieten in die erste Welle des japanischen Angriffes, weil man sie vorausgeschickt hatte. Die USS Enterprise befand sich bei Beginn des Angriffs nur 150 Seemeilen entfernt von Pearl Harbor. Konteradmiral William F. Halsey ließ nach Meldung des Angriffs die restlichen Dauntless-Sturzkampfbomber, Torpedobomber vom Typ Douglas TBD Devastator sowie sechs Wildcat-Begleitjäger aufsteigen, um nach dem japanischen Angriffsverband zu suchen. Unbestritten ist zudem, dass die Kapitäne der anderen fünf Flugzeugträger sich bereit erklärten, einen erneuten Angriff auszuführen, kurz nachdem die zweite Welle zurückgekehrt war.
Folgende Gründe sprechen laut Historikern für Nagumos Entscheidung:
- Die von der ersten und zweiten Angriffswelle eintreffenden Berichte ließen keinen Zweifel daran, dass die in Pearl Harbor liegenden Schlachtschiffe vernichtend getroffen worden waren. Ohne diese Schiffe war die US-Flotte selbst bei massiver Verstärkung durch Schiffe aus dem Atlantik nicht in der Lage, die gleichzeitig angelaufene japanische Großoffensive in Südostasien ernsthaft zu behindern. Das strategische Hauptziel des Angriffs war damit erreicht.
- Das Vorbereiten einer dritten Welle hätte beträchtliche Zeit gedauert. Die Maschinen der ersten Welle wurden nach der Landung sofort unter Deck gebracht, da die Flugdecks für die Landung der zweiten Welle frei sein mussten. Die Neuausrüstung mit Bomben und Treibstoff hätte zusätzlich Zeit benötigt, dann mussten die Maschinen zum Starten wieder auf das Flugdeck gebracht werden, wobei man gleichzeitig die auf dem Flugdeck stehenden gelandeten Maschinen in das Hangardeck bringen musste. Dieser komplexe und zeitraubende Prozess hätte bedeutet, dass die dritte Welle nicht vor Einbruch der Dunkelheit zurückgekehrt wäre. Nachtlandungen auf Trägern waren 1941 nicht üblich, es gab noch keine sicheren Verfahren für das Landen bei Dunkelheit, und die Trägermaschinen waren zumeist nicht nachtflugtauglich. Eine Nachtlandung hätte höchstwahrscheinlich den Verlust vieler erfahrener Piloten bedeutet, die Japan nicht entbehren konnte. Darüber hinaus wären die Schiffe während der Neuausrüstung der Flugzeuge äußerst verwundbar gewesen. Sechs Monate später wurden die Flugzeugträger Akagi, Sōryū, Hiryū und Kaga in der Schlacht um Midway durch einen verhältnismäßig schwachen Angriff, der zufälligerweise während ihrer Startvorbereitungen erfolgte, vernichtet.
- Die Verluste der zweiten Welle waren doppelt so hoch gewesen wie die der ersten, da sie ohne Überraschungsmoment angriff. Ein weiterer Angriff würde aufgrund der mehrstündigen Pause gegen einen voll abwehrbereiten Feind fliegen und noch höhere Verluste erleiden.
- Solange die Maschinen unterwegs waren, musste Nagumo auf seiner Position bleiben, damit sie ihn zum Landen finden konnten. Dies würde jedoch amerikanischen Streitkräften die Möglichkeit zum Gegenschlag mit eventuell verbliebenen Bombern sowie ihren U-Booten geben. Obwohl die japanischen Geschwader zur Täuschung die Insel aus allen Richtungen angeflogen hatten, musste er damit rechnen, dass die Amerikaner bemerkt hatten, aus welcher Richtung die Maschinen an- und abflogen.
- Die Flugzeugträger wurden für die Offensive in Südostasien benötigt. Viele der Ziele in Indonesien und Neuguinea lagen außerhalb der Reichweite landgestützter Flugzeuge. Er durfte seine Verbände (Träger und ihre Flugzeuge) keinem großen Risiko aussetzen, wenn es dafür keinen zwingenden Grund gab. Die Vernichtung des Stützpunktes Pearl Harbor war seiner Meinung nach nicht ausreichend dafür.
- Die US-Flugzeugträger lagen nicht in Pearl Harbor, und daher bestand die Gefahr, dass sie plötzlich auf die japanische Flotte treffen würden. Befänden sich die japanischen Flugzeuge zu diesem Zeitpunkt über Pearl Harbor, wären die japanischen Träger den Angriffen der US-Trägerflugzeuge nahezu schutzlos ausgeliefert. Diese Gefahr hätte aber durch Zurücklassen von Jagdflugzeugen gebannt werden können.

Yamamoto bedauerte später Nagumos Entscheidung, sich zurückzuziehen, und erklärte kategorisch, es sei ein großer Fehler gewesen, keinen dritten Angriff anzuordnen.

## Bilanz

### Verluste

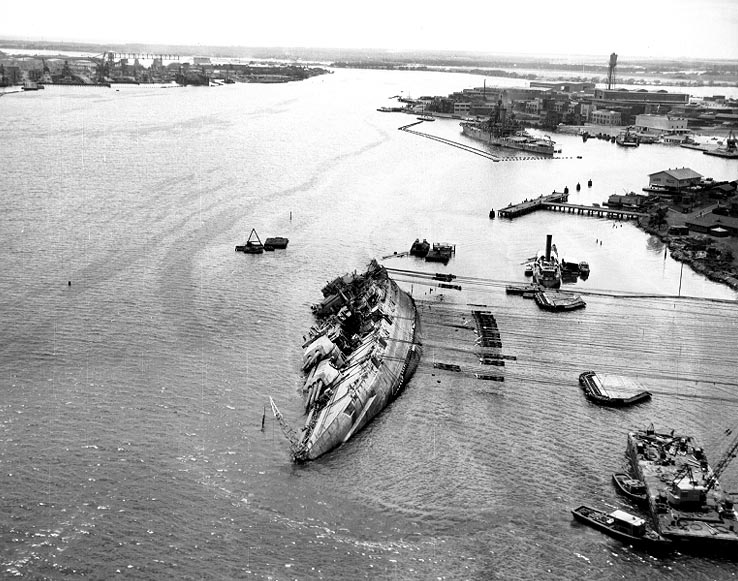
Die Oklahoma wird aufgerichtet, März 1943.

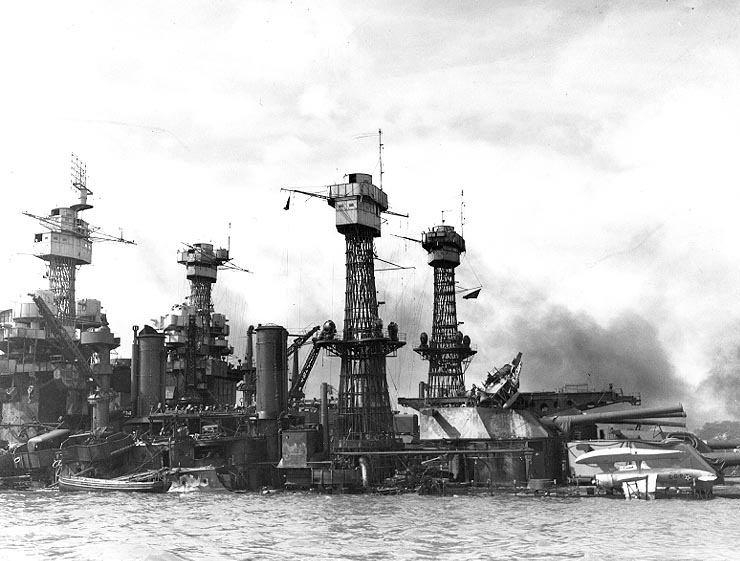
West Virginia (vorne) und Tennessee schwer beschädigt auf Grund liegend

Die unmittelbaren Ergebnisse des Angriffs sind widersprüchlich beurteilt worden. Dies liegt daran, dass kleinere Schiffe oft nicht mitgezählt wurden oder es Unstimmigkeiten bei der Zählung von beschädigten oder zerstörten Schiffen gab. Die Toten und Verwundeten wurden teilweise getrennt nach Zivilisten, Marine- und Armee-Zugehörigkeit erfasst, in manchen Bilanzen wurden die zivilen Opfer gar nicht erfasst.
Die folgende Bilanz gibt also nur ungefähr wieder, welche Zerstörung und wie viele Opfer in Pearl Harbor zu verzeichnen waren.

#### Verluste auf US-amerikanischer Seite
- 2403 Gefallene
- 1178 Verwundete
- 18 Schiffe waren versenkt oder – zum Teil schwer – beschädigt worden.
- 9 beschädigte Schiffe
- 188 zerstörte Flugzeuge
- 159 beschädigte Flugzeuge

Letztendlich wurden bis auf drei Schiffe (die Arizona, die Oklahoma und die Utah) alle versenkten oder schwer beschädigten amerikanischen Einheiten wieder gehoben und noch im Zweiten Weltkrieg wieder eingesetzt. Zusammen mit der Mississippi schlugen fünf der in Pearl Harbor versenkten oder beschädigten Schlachtschiffe (Maryland, West Virginia, Tennessee, California und Pennsylvania) 1944 die Schlacht in der Surigao-Straße. In diesem letzten Gefecht zwischen Schlachtschiffflotten, ausgetragen von Schlachtschiffen aus dem Ersten Weltkrieg und nicht den moderneren Iowas und Yamatos, versenkten sie die japanischen Schlachtschiffe Yamashiro und Fusō. Die Nevada fuhr 1944 als Teil der alliierten Invasionsflotte in Richtung Normandie.
Der schlimmste Verlust für die USA war der Tod der vielen Menschen. Von den 2403 Toten waren 2008 Marineangehörige, 109 des Marine Corps, 218 Angehörige der Armee. 78 Zivilisten waren unter den Toten. Hinzu kamen 1178 Verwundete.
Die durch die Magazinexplosion fast völlig zerstörte Arizona ist heute eine Gedenkstätte; das Wrack des zum Flak-Ausbildungsschiff umgebauten alten Schlachtschiffs Utah wurde lediglich in eine Position gezogen, wo es nicht im Weg liegt. Als letztes Schiff wurde 1943 die gekenterte Oklahoma gehoben, die langwierige Reparatur ihrer massiven strukturellen Schäden lohnte sich zu diesem Zeitpunkt nicht mehr.
Am 25. Dezember 2024 starb mit dem früheren Funker Warren „Red“ Upton der älteste Überlebende auf amerikanischer Seite im Alter von 105 Jahren.

#### Verleihungen der Medal of Honor
15 Soldaten wurden für ihr Verhalten während des Angriffes mit der Medal of Honor, der höchsten Tapferkeitsauszeichnung der US-Streitkräfte geehrt, davon 10 postum.
- Captain Mervyn Sharp Bennion, Kommandant des Schlachtschiffes West Virginia, postum
- Lieutenant John William Finn, Teil der Instandsetzungstruppe des Marinefliegerstützpunktes Kāneʻohe Bay
- Ensign Francis Charles Flaherty, Besatzungsmitglied des Schlachtschiffes Oklahoma, postum
- Rear Admiral Samuel Glenn Fuqua, Besatzungsmitglied des Schlachtschiffes Arizona
- Chief Boatswain Edwin Joseph Hill, Besatzungsmitglied des Schlachtschiffes Nevada, postum
- Ensign Herbert Charpiot Jones, Besatzungsmitglied des Schlachtschiffes California, postum
- Rear Admiral Isaac Campbell Kidd, Befehlshaber der 1. Schlachtschiff-Division, postum
- Lieutenant Commander Jackson Charles Pharris, Besatzungsmitglied des Schlachtschiffes California
- Chief Radioman Thomas James Reeves, Besatzungsmitglied des Schlachtschiffes California, postum
- Captain Donald Kirby Ross, Besatzungsmitglied des Schlachtschiffes Nevada
- Machinist's Mate First Class Robert Raymond Scott, Besatzungsmitglied des Schlachtschiffes California, postum
- Chief Watertender Petar Herceg Tomich, Besatzungsmitglied des Schlachtschiffes Utah, postum
- Captain Franklin Van Valkenburgh, Kommandant des Schlachtschiffes Arizona, postum
- Seaman First Class James Richard Ward, Besatzungsmitglied des Schlachtschiffes Oklahoma, postum
- Captain Cassin Young, Kommandant des Werkstattschiffes Vestal

#### Verluste auf japanischer Seite

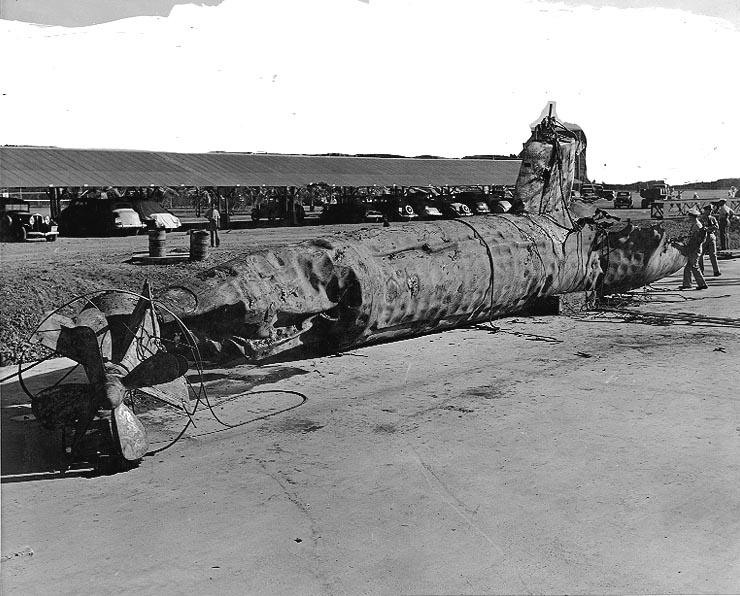
Wrack eines japanischen Kleinst-U-Bootes

- Etwa 65 Piloten und U-Boot-Besatzungsmitglieder gefallen,
- etwa 29 zerstörte Flugzeuge,
- 5 versenkte Zwei-Mann-U-Boote,
- 1 Gefangener (U-Boot-Kommandant Leutnant Sakamaki Kazuo).

Unter den getöteten Piloten war Shigenori Nishikaichi, der mit seiner Mitsubishi A6M Zero auf Niʻihau notlandete. Beim sogenannten Niihau-Zwischenfall wurde Shigenori am 13. Dezember 1941 von hawaiischen Bewohnern getötet. Die geringen japanischen Verluste von lediglich 29 Flugzeugen übertrafen selbst die optimistischsten Prognosen der Planer des Angriffs. Man hatte mit weit höheren Verlusten gerechnet. Dass diese nicht eintraten, lag sowohl an der erreichten vollständigen Überraschung sowie an der mangelnden Kampfbereitschaft, in der sich die amerikanischen Streitkräfte vor dem Angriff befanden.
Der letzte Überlebende auf japanischer Seite, Masamitsu Yoshioka, starb 106-jährig am 28. August 2024.

### Strategische Auswirkungen

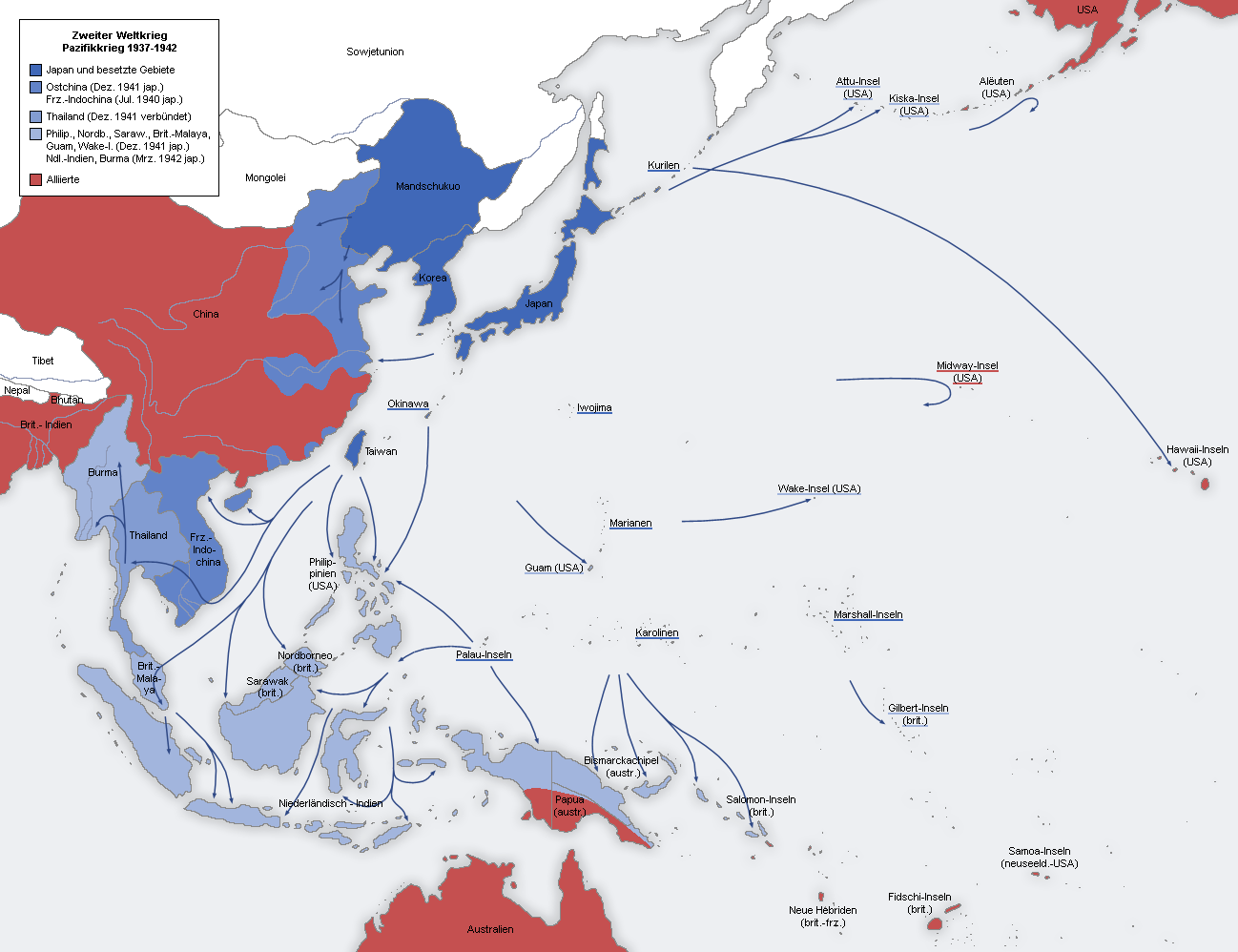
Die japanischen Eroberungen von 1937 bis März 1942

Gleichzeitig mit dem Angriff auf Pearl Harbor begann die japanische Offensive im Pazifik, japanische Truppen marschierten in Thailand ein und landeten auf den Philippinen. Am Morgen des 10. Dezembers malaiischer Ortszeit (knapp 48 Stunden nach dem Angriff) versenkten japanische Bomber mit der Prince of Wales und der Repulse zum ersten Mal in der Geschichte Schlachtschiffe auf hoher See und in voller Gefechtsbereitschaft. Die Versenkung dieser schnellen und modernen Schiffe allein durch Luftstreitkräfte beendete die bis dahin dominierende Rolle des Schlachtschiffes in der Seekriegsführung.
Mit nur noch einem verfügbaren Schlachtschiff, der nicht in Pearl Harbor liegenden Colorado, stellte die amerikanische Pazifikflotte keine Bedrohung mehr dar, was Japan erlaubte, seine gesamte Flotte in Südostasien einzusetzen. Durch seine jetzt gewaltige Überlegenheit zur See und in der Luft hatte es die uneingeschränkte Initiative im Kampfraum, wodurch es den Japanern gelang, die nominell gleich starken alliierten ABDA-Streitkräfte (beide Seiten verfügten im Kampfgebiet über etwa elf Divisionen an Landstreitkräften) innerhalb von drei Monaten ohne größere Schwierigkeiten zu überrennen.
Der amerikanischen Pazifikflotte blieb nach dem Angriff nur die Defensive übrig. An offensive Operationen war für lange Zeit nicht zu denken, da die japanische Flotte jetzt in jeder Hinsicht überlegen war. Zwar gelang es, die leichter beschädigten Schlachtschiffe Maryland, Tennessee und Pennsylvania binnen dreier Monate in Tag- und Nachtarbeit zu reparieren, womit zusammen mit der Colorado und den aus dem Atlantik zurückverlegten Idaho, Mississippi und New Mexico wieder sieben Schlachtschiffe zur Verfügung standen. Damit war man jedoch den inzwischen um die Yamato verstärkten elf japanischen Schlachtschiffen deutlich unterlegen.
Bei den Flugzeugträgern war das Kräfteverhältnis noch ungünstiger. Obwohl man keinen Träger verloren hatte und Verstärkung durch die Yorktown und Hornet erhielt, standen den fünf amerikanischen Trägern elf japanische gegenüber. Erheblich schwerer als die numerische Unterlegenheit wog der qualitative Unterschied in dieser nun äußerst wichtigen Waffengattung. Die Japaner verfügten über große Erfahrung in Trägeroperationen, ihre Mannschaften waren perfekt eingespielt und ihre Piloten hatten in den letzten vier Jahren über China Kampferfahrung sammeln können. Auf amerikanischer Seite waren größere Trägeroperationen zwar nichts Neues, denn man hatte in Manövern der Vorkriegszeit Angriffe von Flugzeugträgern auf den Panamakanal geübt und ausgewertet. Da aber die US-Träger in der Zwischenzeit mit neuen Flugzeugmustern ausgerüstet worden waren, hatte man anfangs Probleme mit der Koordination der Aktivitäten auf dem Flugdeck. Als sechs Monate später in der Schlacht um Midway die Träger Enterprise und Hornet alle Maschinen zu einem gemeinsamen Angriff starten sollten, dauerte es nach dem Start der ersten Hälfte der Maschinen zu lange, die zweite Hälfte startklar zu machen. Man war gezwungen, den gemeinsamen Angriff aufzugeben und die bereits gestarteten Flugzeuge alleine loszuschicken, bevor sie beim Warten zu viel Treibstoff verflogen. Als Folge davon erlitten die jetzt ohne Jagdschutz angreifenden Verbände schwere Verluste. Schwerer jedoch wog die mangelnde technische Ausrüstung, speziell bei Jagdflugzeugen und der Torpedowaffe. Die Grumman F4F war der Mitsubishi A6M in Manövrierfähigkeit, Steigleistung und Geschwindigkeit stark unterlegen und es dauerte bis Mitte 1943, bis geeignete Flugzeugmuster (Grumman F6F und Vought F4U) zur Verfügung standen. Allerdings ermöglichte die inzwischen von John S. „Jimmy“ Thach entwickelte neue Luftkampftaktik den US-Piloten auch mit den älteren Maschinen echte Chancen auf Luftsiege gegen die japanischen Typen. Bei den Torpedoflugzeugen war die Douglas TBD hoffnungslos veraltet. Zwar wurde sie nach der Schlacht um Midway durch die Grumman TBF ersetzt, aber die Torpedos selbst waren langsam und funktionierten nur selten. Aus Ersparnisgründen hatte man nur wenige Tests vor dem Krieg durchgeführt, sodass bis 1943 keine wirkungsvollen Torpedos zur Verfügung standen. Die Leistung des japanischen Long-Lance-Torpedos wurde nie erreicht.
Da der Überwasserflotte auf absehbare Zeit nichts weiter übrig blieb, als zu versuchen, die Stellung so gut es ging zu halten, bis von den Werften Verstärkung durch neue Schiffe kam, wurden die U-Boote zur einzigen Waffe, mit der offensiv gegen Japan agiert werden konnte. Als neuer Befehlshaber der Pazifikflotte wurde deshalb Chester W. Nimitz ernannt, einer der wenigen aus der U-Boot-Waffe hervorgegangenen Admiräle. In der Folgezeit führten die amerikanischen U-Boote gegen das auf seine Seeverbindungen angewiesene Japan einen Tonnagekrieg, der so erfolgreich war, dass er heute von allen Seiten als eine der Hauptursachen für den amerikanischen Sieg im Pazifik angesehen wird.
Das japanische Oberkommando betrachtete die Schlacht seinerzeit als einen strategischen Erfolg, der seine kühnsten Erwartungen übertraf. Die japanische Flotte hatte an der Grenze ihrer Reichweite operiert, den Feind in einem kaum für möglich gehaltenen Ausmaß überrascht und seine gesamte Schlachtflotte auf einen Schlag ausgeschaltet. Angesichts der unerwartet niedrigen eigenen Verluste von nur 29 Maschinen erschienen das Fehlen der Flugzeugträger sowie die Verschonung der Docks und Öllager als kleine Schönheitsfehler in einem ansonsten unglaublich perfekten japanischen Sieg.
Heute wird der Angriff hingegen in allen Punkten als vollständiger strategischer Fehlschlag angesehen. Dass man keinen Flugzeugträger versenkte, war noch entschuldbar, da das japanische Oberkommando ihre Abwesenheit weder voraussehen noch darauf reagieren konnte, als man über das Konsulat vom Auslaufen auch der Lexington am 5. Dezember erfuhr. Der Angriff konnte nur am 7. Dezember durchgeführt werden, der japanische Kampfverband hatte keine Treibstoffreserven, die ein Verschieben des Angriffs erlaubt hätten, geschweige denn, dass man die gesamte Offensive in Südostasien kurzfristig aufhalten konnte. Dass Nagumo es unterließ, den Stützpunkt mit dessen Einrichtungen anzugreifen und zu zerstören, war jedoch sehr nachteilig für die Japaner. Der Verlust der einzigen Docks im Zentralpazifik hätte die USA zweifellos am härtesten getroffen. Dass dies unterblieb, zeugt von einer falschen Setzung der Prioritäten sowohl bei Nagumo selbst als auch beim Oberkommando, das die Entscheidung, den Angriff abzubrechen, später als richtig ansah.
Inwiefern der Abbruch des Angriffs ohne eine 3. Angriffswelle als Fehleinschätzung der Lage zu werten ist, wird teilweise kontrovers diskutiert. Richtig ist zwar die Annahme, dass eine Zerstörung der Docks und Treibstofftanks die USA erheblich in den strategischen Planungen behindert und wahrscheinlich zum Rückzug an die US-Westküste gezwungen hätte. Allerdings steht dieser Tatsache gegenüber, dass den japanischen Streitkräften der Angriffsflotte die taktischen Mittel für erfolgreiche Angriffe auf eine große Marinebasis gefehlt hatten. Aufgrund der Zusammensetzung der zur Verfügung stehenden trägergestützten Luftstreitkräfte wäre mit hoher Wahrscheinlichkeit nur ein Angriff mit Sturzkampfbombern in Frage gekommen, die bereits in den ersten beiden Angriffswellen mit die größten Verluste erlitten hatten (allein in der 2. Angriffswelle gingen 14 Sturzkampfbomber verloren, 41 wurden beschädigt). Der Erfolg einer 3. Angriffswelle muss daher, da sich die Luftabwehr in Pearl Harbor schnell erholt hatte, bezweifelt werden. Zudem wäre nur eine Bewaffnung der Angriffsflugzeuge mit 250-Kilogramm-Bomben möglich gewesen, was wirkungsvolle Schläge zusätzlich erschwerte. Welche Auswirkungen der Angriff von Trägerflugzeugen auf einen gesicherten und vorbereiteten Stützpunkt hat, zeigte sich wenige Monate später beim Angriff auf Midway.
Auch der Angriff auf die Schlachtschiffe wird oft kritisiert: da sie im flachen Hafenwasser sanken, konnten sie doch relativ einfach wieder gehoben und repariert werden. Hätte Japan gemäß dem ursprünglichen Kriegsplan (gültig vor der Verlegung der Flotte von San Diego nach Pearl Harbor) das Auslaufen der Flotte zur Verstärkung der angegriffenen Philippinen abgewartet und die Schlachtschiffe dann auf hoher See versenkt, wären diese permanent verloren gewesen. Hinzu kommt noch, dass sich die versenkten Schlachtschiffe auf Grund ihrer geringen Geschwindigkeit für die neue Rolle des Schlachtschiffs als Flugzeugträger-Eskorte ungeeignet erwiesen und während des Krieges hauptsächlich amphibische Landungen mit ihrer Artillerie unterstützten. Zu dem Verlust des Materials wäre auf hoher See zudem eine weitaus höhere Zahl an menschlichen Verlusten gekommen, die man hätte ersetzen müssen. Anders dagegen die Situation nach Pearl Harbor: Viele Matrosen und Spezialisten standen auch nach dem Angriff noch zur Verfügung und waren praktisch gefechtsbereit. Zu diesen Überlegungen kommt noch eine weitere Tatsache hinzu: Durch die Versenkung der älteren Schlachtschiffe blieb den USA letzten Endes nur die Konzentration auf den Bau von Flugzeugträgern, um der japanischen Marine die Stirn zu bieten. Auf diese Weise hat Pearl Harbor den marinestrategischen Paradigmenwechsel beschleunigt. Während des Krieges stellten die USA allein 18 große Flottenträger und 77 Geleitträger in Dienst.
Abschließend muss in diesem Zusammenhang festgehalten werden, dass der Angriff auf Pearl Harbor – so schwerwiegend er auch gewesen sein mag – für das Kaiserreich Japan nicht nur ein strategischer Misserfolg war, sondern eigentlich bereits den Weg des Kriegsverlaufs vorzeichnete. Einer der größten Fehler war in den Augen einiger Autoren die Tatsache, dass sich Japan auf den Krieg mit den USA und deren Potenzial eingelassen hat, ohne eine genaue Strategie zu entwickeln, wie dieser Konflikt zum gewünschten Ergebnis führen sollte, und diese Nachlässigkeit auch in den folgenden Kriegsjahren nicht revidieren konnte.

### Politische Auswirkungen

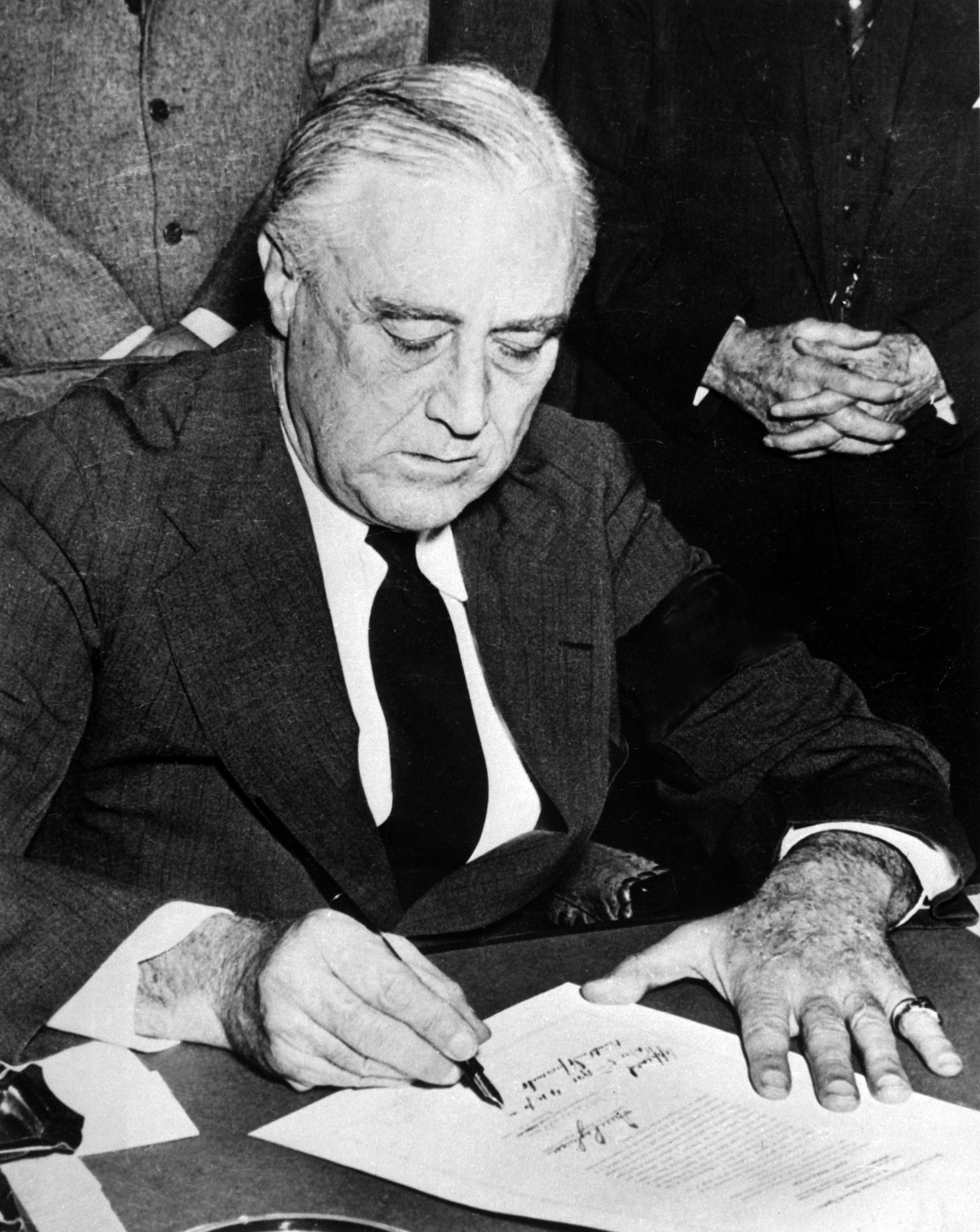
Franklin D. Roosevelt unterzeichnet als Reaktion am 8. Dezember die Kriegserklärung an Japan.

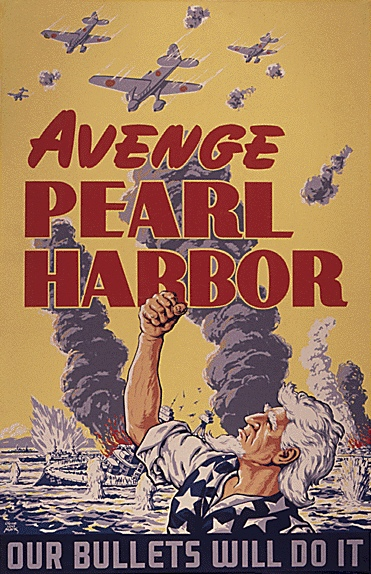
Propagandaplakat: „Rächt Pearl Harbor“

Die schwerwiegendste Folge war die Wirkung des Angriffs auf die öffentliche Meinung in den USA: Isolationismus und Pazifismus verloren auf einen Schlag ihren Einfluss. Am 8. Dezember erklärten die USA Japan offiziell den Krieg, die Kriegserklärung wurde im vorher zwischen Isolationisten und Interventionisten gespaltenen Kongress mit nur einer Gegenstimme verabschiedet. Vier Tage später erklärten Deutschland und Italien, die von dem Angriff ebenfalls überrascht worden waren, den USA den Krieg, womit die USA im dritten Kriegsjahr auch offiziell in den europäischen Teil des Krieges einbezogen wurden. 
Der Überraschungsangriff galt in den USA als hinterhältig und perfide, da er ohne vorherige Kriegserklärung (auch die am 7. Dezember verspätet überreichte Note enthielt lediglich den Abbruch der Verhandlungen) und für die Bevölkerung der USA vollkommen überraschend erfolgt war. In den USA gilt der Begriff Pearl Harbor seither als Metapher für einen verheerenden, unprovozierten und unvorhergesehenen Angriff. Der 7. Dezember 1941 wird oft als Day of Infamy (Tag der Ehrlosigkeit) bezeichnet, nach der Eröffnung der Rede Präsident Rooseveltsⓘ, mit der er am nächsten Tag vom Kongress die Zustimmung zur Kriegserklärung einholte. Der Wunsch nach Rache und Sieg über Japan führte dazu, dass die Rekrutierungsstellen der Streitkräfte starken Andrang Freiwilliger hatten. Den Hass bekamen japanischstämmige Amerikaner als erste zu spüren, sie wurden Opfer zahlreicher Übergriffe und schließlich in Internierungslagern inhaftiert. 1988 entschuldigte sich Präsident Ronald Reagan im Namen der US-Regierung für dieses auf „Rassismus, Vorurteilen und Kriegshysterie“ basierende Verhalten.
Zur Untersuchung des Angriffs setzte Präsident Roosevelt eine Untersuchungskommission unter dem Vorsitz des Verfassungsrichters Owen Roberts ein. Am 28. Januar 1942 erklärte die Kommission in ihrem Bericht Admiral Kimmel und General Short zu den Hauptverantwortlichen für die Niederlage. Man warf ihnen auf Grund der mangelnden Gefechtsbereitschaft ihrer Streitkräfte Pflichtvernachlässigung vor. Sie hätten Warnungen nicht ernst genug genommen und besonders Short habe durch seine Entscheidung, sämtliche Flugzeuge in der Mitte der Flugplätze zu parken, diese zu leichten Zielen gemacht. Beide Kommandeure waren bereits Mitte Dezember 1941 von ihren Posten abgelöst worden, wodurch sie automatisch von ihren bisherigen (aber nur temporär für ihr Kommando vergebenen) 4-Sterne-Rängen in 2-Sterne-Ränge zurückfielen. Ihre Karrieren waren damit praktisch beendet. Die von der Roberts-Kommission vertretene Auffassung war von Anfang an kontrovers; viele sahen in Kimmel und Short Sündenböcke, die bei einer Anklage von einem Militärgericht jederzeit freigesprochen worden wären. 1944 führten zwei Kommissionen, eine der Armee (Army Pearl Harbor Board) und eine der Marine (Navy Court of Inquiry), eine weitere Untersuchung des Angriffs durch (insgesamt wurden nach der Roberts-Kommission bis 1946 sieben Untersuchungen des Angriffs durchgeführt). Tatsächlich befand der Navy Court of Inquiry, dass Admiral Kimmel nichts vorzuwerfen sei, der Bereitschaftsgrad der Flotte sei der Admiral Kimmel bekannten Lage angemessen gewesen. Besonderes Gewicht wurde darauf gelegt, dass die Flakgeschütze der Schiffe einsatzbereit waren und bei Beginn des Angriffs sofort das Feuer eröffneten, während die Flakgeschütze der Armee teilweise stundenlang auf Munition warteten. General Short hingegen wurde massiv kritisiert, weil er die Möglichkeit eines Angriffs nicht vorhergesehen hatte und Pearl Harbor in seiner Kriegswarnung nicht als mögliches Angriffsziel erwähnt wurde. Das Army Pearl Harbor Board befand, dass sich General Short tatsächlich der Pflichtvernachlässigung schuldig gemacht habe, kritisierte aber ebenfalls die Armeeführung in Washington, insbesondere General Marshall. Auch die Armeeführung habe die Möglichkeit eines Angriffs nicht erkannt und den ihr bekannten geringen Bereitschaftsgrad der Armee in Hawaii nicht korrigiert, obwohl sie mit einem bevorstehenden Krieg mit Japan rechnete.
Beide Berichte wurden jedoch während des Krieges geheim gehalten, zum einen, weil mehrere der kritisierten Offiziere inzwischen hohe Positionen innehatten und dort als hervorragend bewertete Arbeit leisteten; ihre Ablösung wurde für die Kriegführung als nachteilig angesehen. Ein anderer Grund war die Rolle, die die entschlüsselten japanischen Funksprüche für die Beurteilung durch die Kommissionen hatten. Dass der japanische Code gelesen werden konnte, musste aber während des noch laufenden Krieges geheim bleiben.
Am 25. Mai 1999 schließlich verabschiedete der Senat mit 52 zu 47 Stimmen eine Resolution, die Kimmel und Short von allen Vorwürfen freisprach und sie posthum in den 4-Sterne-Rang erhob, den alle anderen ranghöheren US-amerikanischen Offiziere des Zweiten Weltkrieges spätestens bei ihrem Ausscheiden aus den Streitkräften erhalten hatten.
In Japan löste der Angriff gemischte Gefühle aus. Admiral Yamamoto war entsetzt darüber, dass die japanische diplomatische Note erst nach dem Angriff überreicht worden war. Dies verschlimmerte die seiner Meinung nach von Anfang an nicht aussichtsreiche Lage Japans, den Krieg zu gewinnen. Den Tag nach Pearl Harbor soll er in Depressionen versunken verbracht haben, während sein Stab feierte. Es gibt zwar keinen Beleg, dass er den berühmten Satz „Ich fürchte, alles, was wir erreicht haben, ist, einen schlafenden Riesen zu wecken und mit einem furchtbaren Vorsatz zu erfüllen.“ je gesagt hat, der ihm im Film Tora! Tora! Tora! zugeschrieben wird. Nach Aussage von Zeitzeugen gibt der Satz aber die Stimmung Yamamotos nach dem Angriff durchaus zutreffend wieder. Für die japanische Bevölkerung kam der Angriff genauso überraschend wie für die amerikanische, und obwohl die japanische Regierung seit einiger Zeit durch Propaganda anti-amerikanische Stimmung zu erzeugen versuchte, scheinen viele Japaner entsetzt darüber gewesen zu sein, dass sie sich jetzt im Krieg mit den Vereinigten Staaten befanden, einem Land, das von nicht wenigen Japanern bewundert wurde. Die Japaner scheinen jedoch die Rechtfertigung der Regierung, dass der Krieg unvermeidbar war, akzeptiert zu haben und unterstützten im Folgenden bis zur japanischen Kapitulation die Kriegspolitik.

## Gedenken und Symbolwirkung
75 Jahre nach dem Angriff auf Pearl Harbor empfing 2016 der amerikanische Präsident Barack Obama in Pearl Harbor den japanischen Ministerpräsidenten Shinzō Abe. Ihr Treffen gilt nach dem Besuch Präsident Obamas 2015 in Hiroshima als weiterer Schritt der Versöhnung beider Staaten.

## Verschwörungstheorien
Neben der Untersuchung und Diskussion darüber, wer die Verantwortung für die Verluste der USA in Pearl Harbor hatte, kam es kurze Zeit danach zu Verschwörungstheorien. Zum Teil steckten dahinter Kreise, die die Schuldigen für die Versäumnisse der geheimdienstlichen Aufklärung über die Aktionen der Japaner, die Versäumnisse bei der Kommunikation der bestehenden Warnungen vor dem Überfall und für die Fehler bei der Verteidigung von Pearl Harbor entlasten wollten. Auch der US-Präsident rückte in die Mitte der Anschuldigungen, als Verdächtigungen die Runde machten, die US-Regierung habe den Angriff gezielt provoziert oder von dem kommenden Angriff gewusst und die Flotte in Pearl Harbor nicht gewarnt, um den USA mit dem japanischen Angriff einen Grund für den Eintritt in den „Krieg gegen die Achsenmächte“ zu liefern.
Amerikanische und britische Geheimdienste hätten nach Darstellung des in der Literaturliste erwähnten Robert Stinnet schon Wochen zuvor nicht nur den streng geheimen diplomatischen Funkverkehr aus Tokio decodiert und mitgehört, die Funkaufklärung der Marine soll auch den entscheidenden japanischen Militärcode (5-Num-Code) vorzeitig entschlüsselt haben. Auch soll der japanische Flottenverband die befohlene Funkstille nicht eingehalten haben, sodass die amerikanische Funküberwachung dessen Bewegungen hätte mitverfolgen können. Diese Thesen werden von der Mehrzahl der akademischen Historiker zurückgewiesen. Es fehlen seriöse Belege, manchmal mangelt es an Logik. So stellt Krebs klar, dass die Amerikaner am 7. Dezember 1941 zwar den diplomatischen Code geknackt hatten, nicht aber den Code der Marine. Die Vorbereitung eines Angriffes auf Pearl Harbor war den japanischen Diplomaten nicht bekannt und wurde nur im Marine-Funkverkehr behandelt, den die Amerikaner noch nicht entschlüsselt hatten. Erst ab 1942 konnte davon die Rede sein, wobei die Amerikaner einige Codes erst nach dem Ende des Zweiten Weltkrieges knacken konnten. Diese falschen Behauptungen Stinnets wurden nach Krebs schon 1999 bei der amerikanischen Erstausgabe des Stinnet-Buches von amerikanischen Fachwissenschaftlern moniert. In der deutschen Ausgabe wurden die Bedenken gegen dieses Buch nicht berücksichtigt. Als Beweis für das Nichteinhalten der Funkstille des Flottenverbandes führt Stinnet größtenteils Funksendungen von Landstationen an die japanische Flotte an. Nach Krebs konnte man mit solchen Funksendungen den Standort der Angriffsflotte nicht feststellen.
Schon wenige Wochen nachdem das japanische Marineministerium die Entscheidung getroffen hatte, einen Angriff auf Hawaii in die Kriegsplanungen aufzunehmen, erhielten die USA eine Warnung. Am 27. Januar 1941 berichtete der amerikanische Botschafter in Japan, Joseph C. Grew, dass ein gut informierter peruanischer Gesandter ihm erzählt habe, dass das japanische Militär einen Überraschungsangriff auf Pearl Harbor plane, falls es zu »Streitigkeiten zwischen den USA und Japan käme«. Dabei würden die Japaner alle militärischen Mittel einsetzen, die sie besäßen. Diese Meldung wurde in Washington als unglaubwürdig eingestuft, zumal zu diesem Zeitpunkt das Verhältnis zu Japan noch gut war. Zur gleichen Zeit erreichten die USA aber auch gegenteilige Meldungen, sodass es schwer war, die Wichtigkeit dieser einen Meldung zu erkennen. Anhänger von Verschwörungstheorien, die sich auf den Angriff auf Pearl Harbor beziehen, argumentieren dagegen, die US-Führung sei somit über den Angriff auf Pearl Harbor im Kriegsfall von Beginn der Vorbereitungen an informiert gewesen.

## Filme
- Die Schlacht von Hawaii und in der Malaien-See (Hawai mare oki kaisen) (1942)
- Verdammt in alle Ewigkeit (1953)
- Banzai-Banzai, die Piloten des Teufels (Hawai Middowei daikaikûsen: Taiheiyô no arashi, englischer Synchrontitel I Bombed Pearl Harbor) (1960)
- Tora! Tora! Tora! (1970)
- MacArthur – Held des Pazifik (1977)
- Der letzte Countdown (1980)
- Der Feuersturm (1983)
- JAG – Im Auftrag der Ehre – Episode 107 (Staffel 5, Folge 22) Das Geheimnis von Pearl Harbor (Overdue And Presumed Lost) (2000)
- Pearl Harbor (2001)
- Angriff auf Pearl Harbor. Dokumentation, Deutschland (2006)
- Die Akte Pearl Harbor – zweiteilige kanadisch-britische Dokumentation (2016)[63]
- Midway – Für die Freiheit (2019)